# فلسطينيون
الشعب الفلسطيني هو شعب عربي يعيش أو كان يعيش في فلسطين التاريخية (الضفة الغربية، وقطاع غزة و‌إسرائيل) بشكل طبيعي قبل بدء الهجرات الصهيونية الحديثة، وجميع نسله من بعده. وهو جزءٌ ممن يُطلق عليهم تسمية «شوام»، حيث تشكل فلسطين الجزء الجنوبي من بلاد الشام. بلغ التعداد العالمي للفلسطينيين في نهاية عام 2013 ما يقارب 11.8 مليون نسمة، أكثر من نصفهم بقليل يعيش لاجئًا خارج حدود فلسطين التاريخية، أما الجزء الآخر فهم يعيشون داخل حدودها، ولكن ليس بالضرورة في بلداتهم الأصلية، فنسبة كبيرة منهم أيضاً لاجئون.
تعود الإشارة إلى الشعب الفلسطيني لأول مرة كشعب إلى ما بعد الحرب العالمية الأولى، حيث طالب المؤتمر السوري الفلسطيني المُنعقد في 21 سبتمبر 1921 بالاستقلال.
أصبح مصطلح الشعب الفلسطيني بعد الهجرة التي جرت بعد حرب 1948، وفي أعقاب إعلان إسرائيل على أرض فلسطين التاريخية، وكذلك الهجرة الثانية بعد حرب 1967، لا يشير فقط إلى البلد الأصلي، بل أيضًا إلى الإدراك لماضٍ مشترك و‌دولةٍ فلسطينيةٍ مشتركةٍ.
تأسست منظمة التحرير الفلسطينية سنة 1964 لتمثل الشعب الفلسطيني في المحافل الدولية، كما تقوم السلطة الوطنية الفلسطينية بالإدارة المدنية لبعض مناطق الأراضي الفلسطينية المحتلة. وقد تأسست الأخيرة سنة 1993 بعد توقيع الجانبين الفلسطيني والإسرائيلي على اتفاقية أوسلو، واتخذت من مدينة رام الله مركزًا لها. يأتي في أول المواد من الميثاق الوطني الفلسطيني أن:
| فلسطينيون | الشعب الفلسطيني هو جزء من الأمة العربية، وهم المواطنون العرب الذين كانوا يقيمون إقامة عادية في فلسطين حتى عام 1947 سواء من اُخرج منها أو بقي فيها، وكل من ولد لأب عربي فلسطيني بعد هذا التاريخ داخل فلسطين أو خارجها هو فلسطيني. | فلسطينيون |

نتيجة التهجير والاضطهاد الذي لحق بالكثير من الفلسطينيين، أعلنت هيئة الأُمم المُتحدة سنة  1978 يوم 29 تشرين الثاني / نوفمبر من كل سنة يومًا عالميًا للتضامن مع الشعب الفلسطيني، نظرًا لأنه في ذلك اليوم من عام 1947 اعتمدت الجمعية العامة قرار تقسيم فلسطين (القرار 181). ثُم في سنة 2003 جُعل ذلك اليوم في 1 ديسمبر، وعادة ما يوفَّر اليوم الدولي للتضامن فرصة لأن يركز المجتمع الدولي اهتمامه على حقيقة أن قضية فلسطين لم تُحل بعد، وأن الشعب الفلسطيني لم يحصل بعد على حقوقه غير القابلة للتصرف على الوجه الذي حددته الجمعية العامة، وهي الحق في تقرير المصير دون تدخل خارجي، والحق في الاستقلال الوطني والسيادة، وحق الفلسطينيين في العودة إلى ديارهم وممتلكاتهم التي أُبعِدوا عنها. استجابة لدعوة موجهة من الأمم المتحدة، تقوم الحكومات والمجتمع المدني سنويًا بأنشطة شتى احتفالاً باليوم الدولي للتضامن مع الشعب الفلسطيني. وتشمل هذه الأنشطة، في ما تشمل، إصدار رسائل خاصة تضامنًا مع الشعب الفلسطيني، وتنظيم عقد الاجتماعات، وتوزيع المطبوعات وغيرها من المواد الإعلامية، وعرض الأفلام.
قام الفلسطينيون بعدة ثورات ضد الوجود الإسرائيلي في فلسطين منذ بداية الهجرات اليهودية وحتى الفترة المعاصرة، وقد عرفت هذه الثورات باسم «الانتفاضات»، واختلفت الأسباب التي أدت إلى قيام كل منها، لكنها جميعها تتمحور حول رفض الكيان الإسرائيلي والمطالبة بالحقوق المدنية والدينية للمسلمين والمسيحيين. وأولى هذه الانتفاضات كان ثورة البراق سنة 1929 بسبب ادعاء المهاجرين اليهود بأحقيتهم في امتلاك حائط البراق ليتلون صلواتهم عنده، و‌الثورة الفلسطينية الكبرى في 20 نيسان 1936 وامتدت حتى عام 1939 للمطالبة بوقف الهجرة اليهودية إلى فلسطين، و‌الانتفاضة الفلسطينية الأولى أو انتفاضة الحجارة سنة 1987، و‌الانتفاضة الفلسطينية الثانية، و‌الانتفاضة الفلسطينية الثالثة أو انتفاضة السكاكين سنة 2015.

## التسمية القديمة

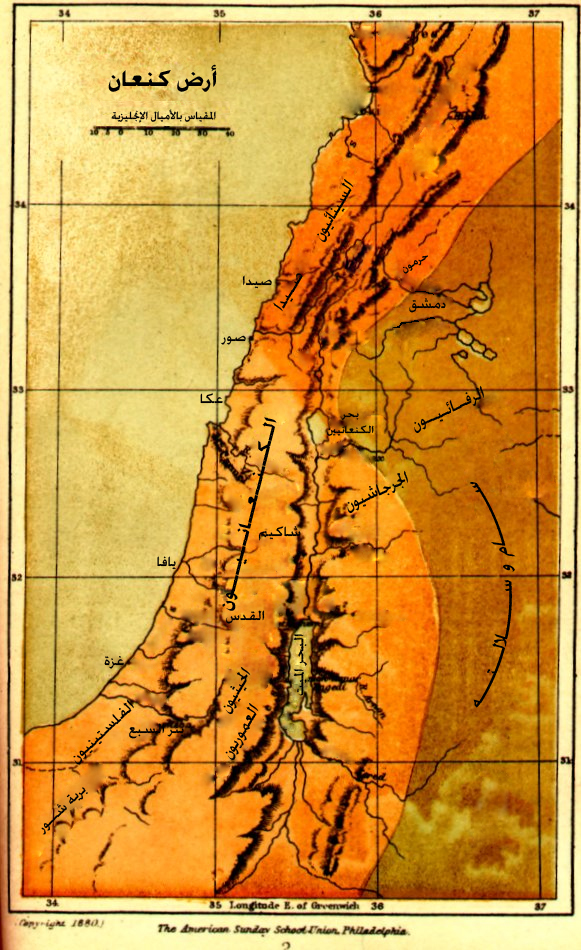
استقر الفلستينيون في جنوب فلسطين.

استوطن في الجزء الساحلي الجنوبي من أرض كنعان في القرن الثاني عشر قبل الميلاد، شعب أُطلق عليه اسم «الفلستينيون» أو «الفلستيّون» (مفرده فلستي من أرض فلستة)، وهم أبناء شعب قديم مذكور في التوراة (بالعبرية: פלשתים پلشتيم، بالأكدية: پالاستو) على أنهم من شعوب البحر التي هاجرت من كريت واستقرت في جنوب فلسطين. وقد جاء ذكرهم أيضًا على إحدى الجداريات الفرعونية بوادي الملكات (الأقصر) والتي تعود لزمن الملكة حتشبسوت، على أنهم حطوا برحالهم ساحل مريوط، فقام الفراعنة بإجلائهم عن مصر فانقسموا لجماعتين، الجزء الأكبر حط رحاله بفلسطين التاريخية، أما الجزء الأصغر فتوجه غربًا مستقرًا بمدينة درنة الليبية وحولها.
يغلب الظن بأن الفلستينيين هم وراء تسمية المنطقة كلها فيما بعد باسم «فلسطين». حيث أطلق المؤرخ الإغريقي هيرودوت اسم «فلسطين السورية» (باللاتينية: Syria Palestinae) في كتبه في القرن السادس قبل الميلاد على عموم المنطقة الجنوبية الغربية من بلاد الشام. أصبح هذا الاسم رسميًا في الإمبراطورية الرومانية في القرن الثاني للميلاد، وشاع في اللغات الأوروبية وفي اللغة العربية بصيغة «فلسطين». وعلى ما يبدو استعار هيرودوت هذا الاسم من اسم «پلشت» الذي أشار إلى الساحل الجنوبي ما بين يافا ووادي العريش، حيث وقعت المدن الفلستية.
وعم استخدام اسم فلسطين كاسم منطقة ذات حدود سياسية معينة في القرن الثاني للميلاد عندما ألغت سلطات الإمبراطورية الرومانية «ولاية يهوذا» (باللاتينية: Provincia Iudaea) إثر التمرد اليهودي عليهم عام 132، وأقامت ولاية فلسطين السورية (باللاتينية: Provincia Syria Palestinae) محلها. ثم تأسست مقاطعات فلسطين الأولى، فلسطين الثانية، و‌فلسطين الثالثة. أصبحت فلسطين تُسمى «جند فلسطين» في بداية عهد الخلافة الإسلامية، وتداخلت حدودها مع «جند الأردن».

## التاريخ الحديث

### العهد العثماني
بدأ مصطلح «فلسطيني» يظهر بشكل واضح في العصر الحديث في الفترة المتأخرة من حكم الدولة العثمانية ليشير إلى سكان الجزء الجنوبي من منطقة سوريا، أو ما أُطلق على جزء كبير منه متصرفية القدس الشريف. وهي فترة امتدت من 1834 وحتى 1917، مع أن معظم سكان فلسطين من العرب رأوا أنفسهم عثمانيين. كانت فلسطين في السنوات الأخيرة من العهد العثماني من الناحية الإدارية تقع في قسمين إداريين: الأول هو متصرفية القدس الشريف المرتبطة بوزارة الداخلية في استانبول، وكانت أقضية بئر السبع و‌الخليل و‌غزة و‌يافا تابعة لها بالإضافة إلى بيت لحم. والثاني: شمال فلسطين الذي كان يتبع لواءين: سنجق نابلس ومن أعماله طولكرم و‌جنين و‌طوباس و‌بيسان، و‌سنجق عكا، ومن أعماله صفد و‌طبرية و‌الناصرة و‌حيفا. أما من الناحية العسكرية، فكانت فلسطين جزءًا من القيادة العسكرية العامة السورية. وكان سنجق عكا سنجق عثماني يقع في ولاية بيروت. تمتد حدوده بين سنجق حوران ونهر الأردن شرقًا والبحر المتوسط غربًا، و‌سنجق نابلس شمالاً و‌سنجق بيروت جنوبًا. اُقتطع سنجقا عكا ونابلس من ولاية سوريا وأُلحقا بولاية بيروت عام 1888.

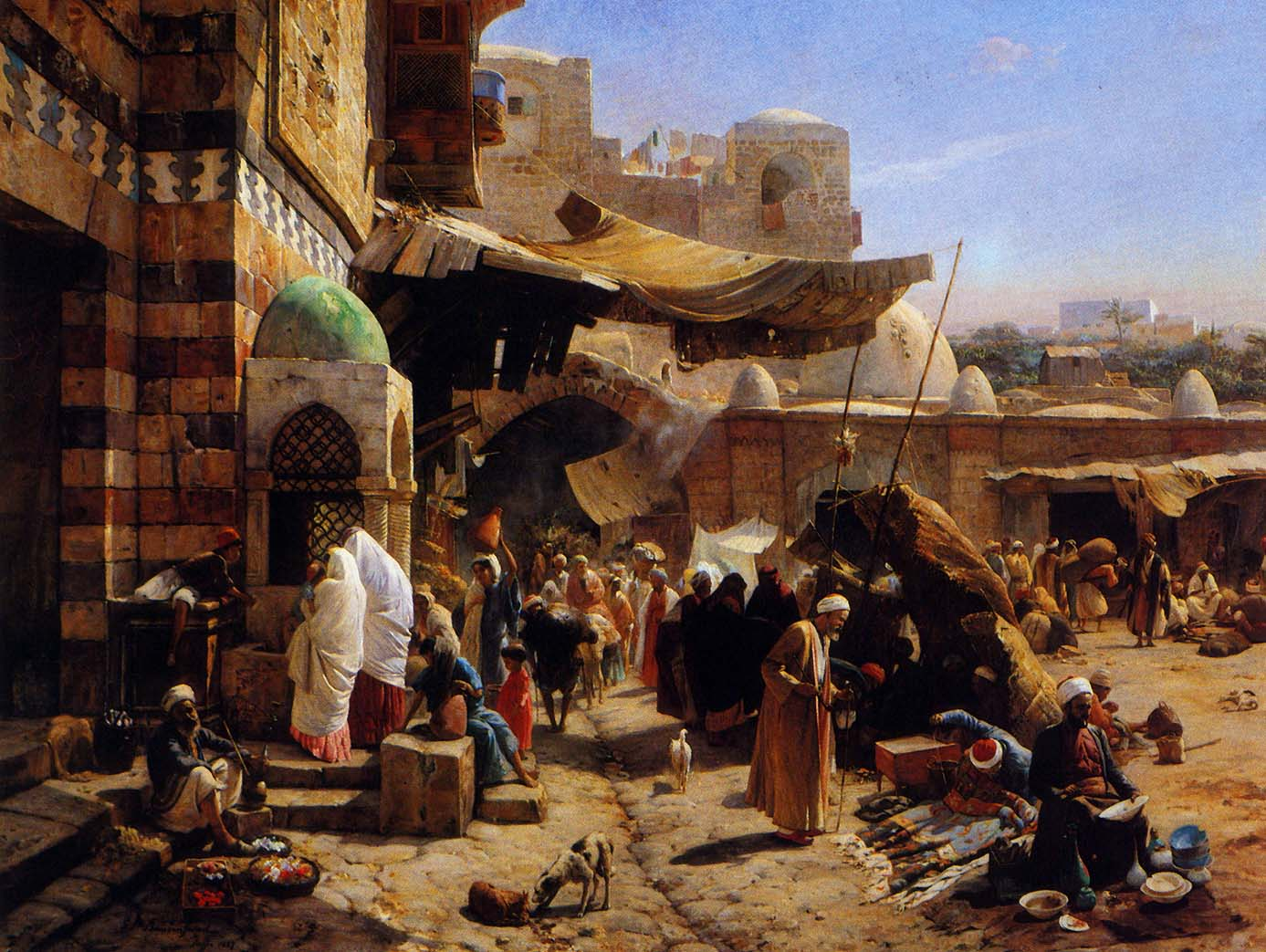
فلسطينيون في أسواق يافا، 1887.

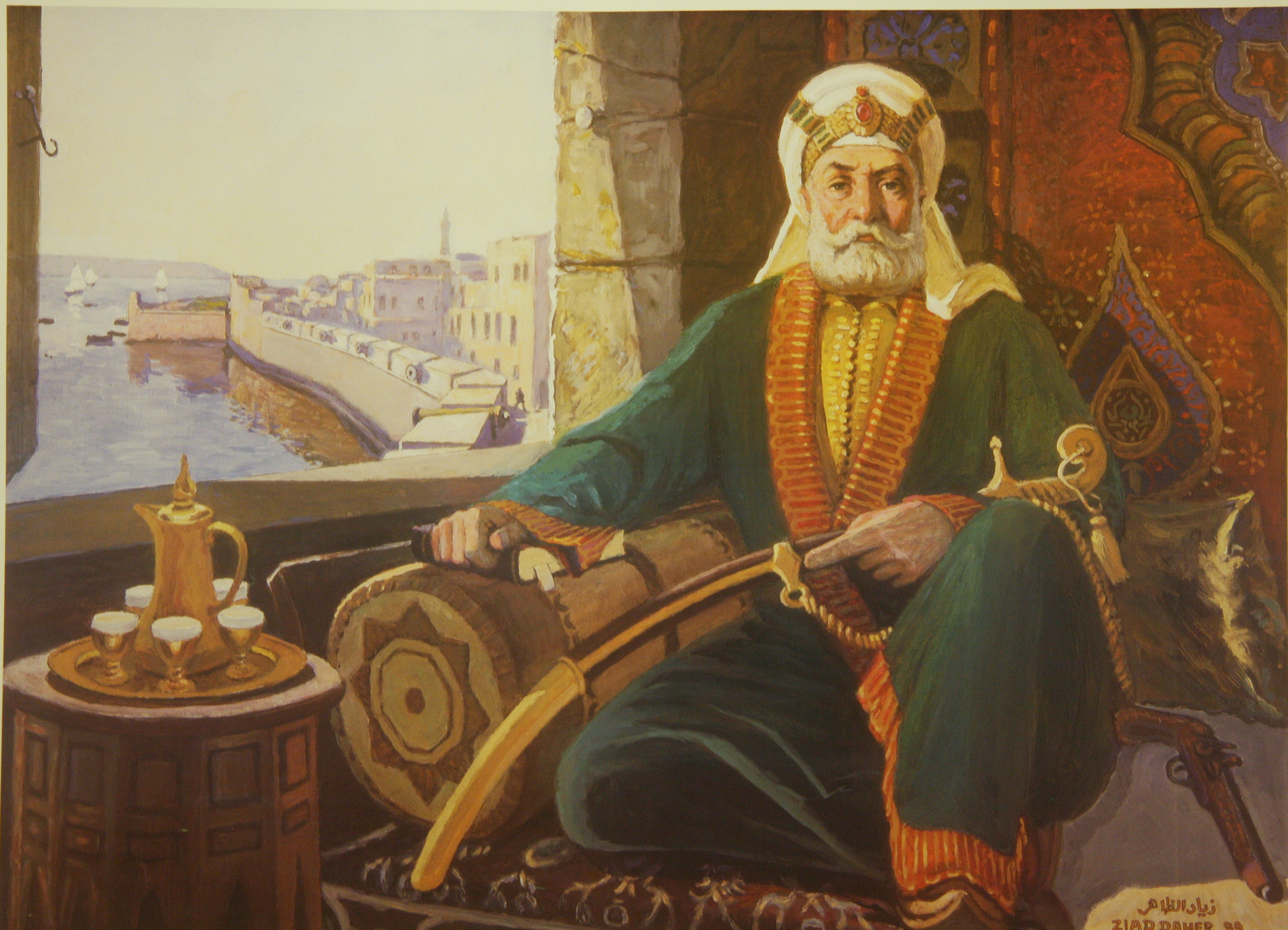
ظاهر العمر - حاكم عكا وباني حيفا.

في عام 1830، احتل المصريون فلسطين بقيادة محمد علي وابنه إبراهيم باشا. وقد أدى هذا الأمر إلى ظهور حركة تمرد ومقاومة شعبية، وخصوصًا ضد التجنيد. كان الفلاحون يدركون جيدًا أن التجنيد يعني عمليًا أكثر قليلاً من حكم الإعدام. فثار الناس في العديد من المدن، من أهمها القدس و‌الخليل و‌نابلس، ابتداءً من شهر أيار/ مايو عام 1834. وقد رد إبراهيم باشا على ذلك بإرساله جيشًا كبيرًا، حيث استطاع أخيرًا هزيمة المتمردين في 4 آب/ أغسطس في معركة الخليل. ومع ذلك، ظل العرب في فلسطين جزءًا من الحركة الوطنية المنادية بالقومية العربية. وقد شهد عام 1834، إبادة كبيرة للسكان المحليين الفلسطينيين المسلمين واليهود في منطقة صفد. وقد أثرت هذه الأحداث على أعداد اليهود الفلسطينيين سلبيًا. وقد بلغ عدد السكان في عام 1882 حوالي 320,000 فلسطيني، منهم 25,000 من اليهود.
لقد ظهرت الهوية الوطنية الفلسطينية المحلية في بداية القرن العشرين. في عام 1911، ظهرت في يافا واحدة من أقدم الصحف الفلسطينية اسمها «فلسطين». كما ظهرت أول المنظمات القومية الفلسطينية في نهاية الحرب العالمية الأولى، حيث ظهر اثنان من الفصائل السياسية. أما المنتديات الأدبية، فقد هيمنت عليها أسرة النشاشيبي، التي اهتمت بتعزيز اللغة والثقافة العربيتين، للدفاع عن القيم الإسلامية لسوريا و‌فلسطين المستقلة. وقد دافعت عائلة الحسيني على ذات القيم فيما كان يعرف بـ «النادي العربي» الذي هيمنت عليه.
أصدر المؤتمر العربي الفلسطيني الأول في شباط/ فبراير 1919 بيانه الأول المعادي للصهيونية، ورفض الهجرة اليهودية من كل أنحاء العالم إلى فلسطين، بينما اعتبر اليهود الذين كانوا يعيشون في فلسطين قبل هذه الهجرة، مواطنين فلسطينيين. وقد أصبحت القومية العربية الفلسطينية حركة مميزة في الفترة بين نيسان/ أبريل وتموز/ يوليو من عام 1920 بعد انتفاضة موسم النبي موسى، و‌مؤتمر سان ريمو، وفشل الملك فيصل لإقامة مملكة سورية الكبرى.

### الانتداب البريطاني

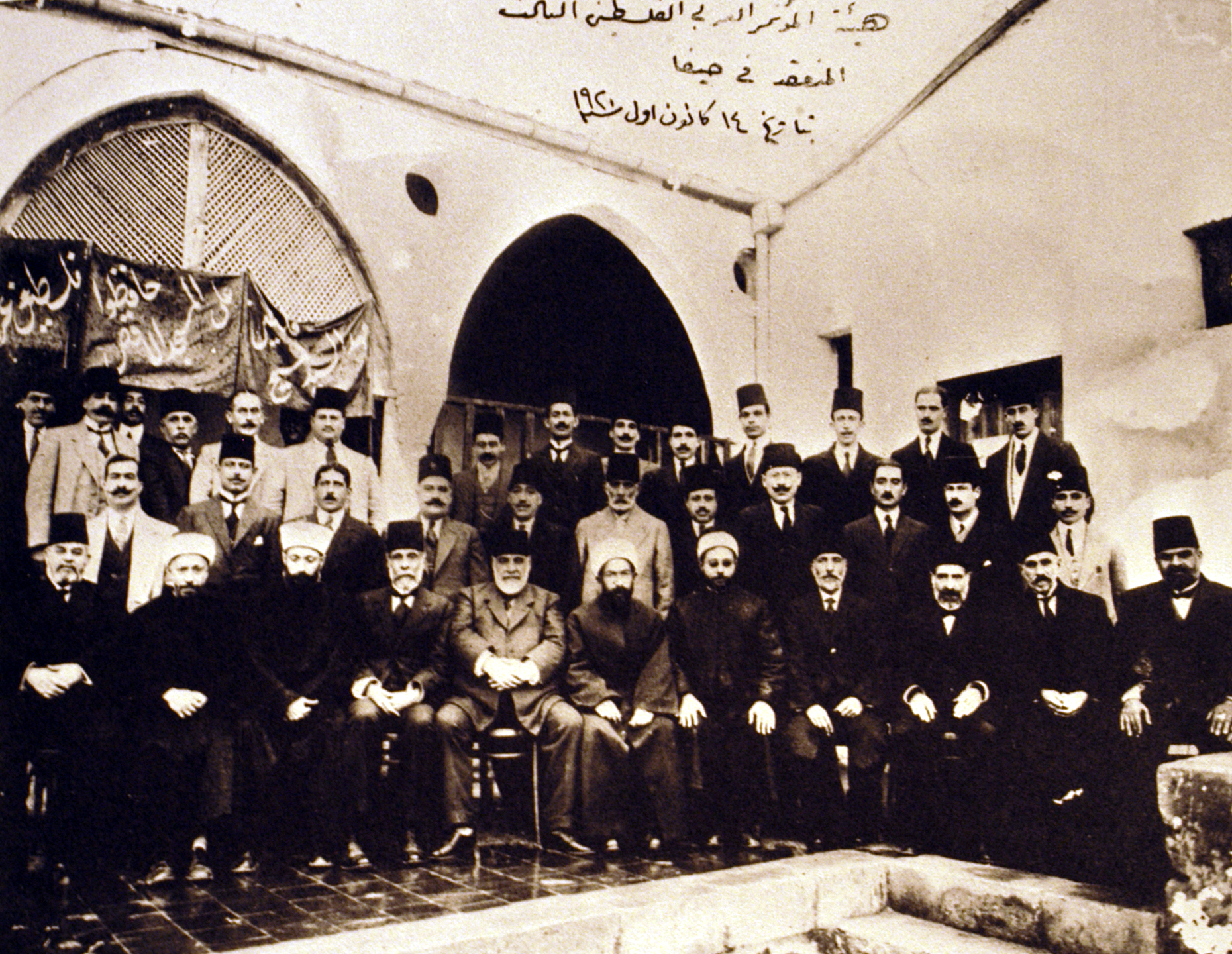
مؤتمر فلسطين الثالث، حيفا، 1925.

كانت بريطانيا تستخدم مصطلح «فلسطين» للإشارة إلى جميع الأشخاص المقيمين بصفة قانونية في منطقة الانتداب البريطاني على فلسطين / أو ولدوا على حدودها، دون النظر إلى العرق أو الدين، أو مكان الولادة. وباستخدام هذا التعريف، اُطلق على كل من المسلمين و‌المسيحيين و‌اليهود اسم «فلسطينيين».
كان معنى كلمة «فلسطيني» قبل قيام دولة إسرائيل يشير إلى أي شيء يرتبط بالمنطقة، حتى لو كان يهوديًا. ففي الصحافة مثلاً، تأسست أول الصحف المحلية اليهودية بموازاة نظيراتها العربية، كانت تُسمى "The Palestine Post". وقد غُير اسمها إلى "جيروزاليم بوست" لاحقًا بعد النكبة في عام 1950. أما في الفن، فكان هناك فرقة موسيقية اُطلق عليها الفرقة السمفونية الفلسطينية (التي أصبحت إسرائيلية فيما بعد). وفيما يخص السياسة، قامت بريطانيا بتأسيس فوج عسكري في الحرب العالمية الثانية لمحاربة دول المحور، حيث كان يتألف من اليهود، اُطلق عليه اسم «فوج فلسطين».، وقد تأسست شركات كبرى في المنطقة تحمل مُسمى «فلسطين»، كما هو الحال مع شركة كهرباء فلسطين، التي تأسست في عام 1923 (والتي أصبحت في وقت لاحق شركة كهرباء إسرائيل)، و‌شركة سكك حديد فلسطين، المؤسسة في عام 1920، والتي استولت عليها إسرائيل بعد النكبة لتصبح «شركة قطارات إسرائيل».

### النكبة ودولة إسرائيل

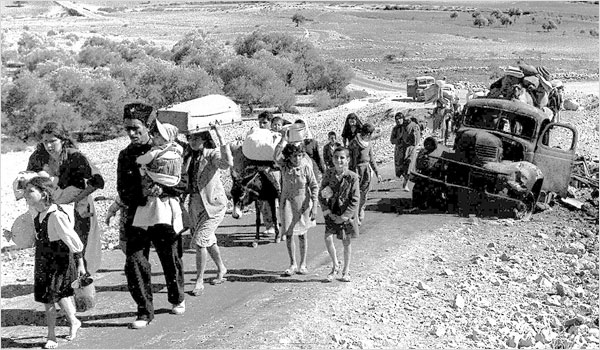
لاجئون فلسطينيون في سنة 1948.

منذ إنشاء الدولة العبرية على أرض فلسطين التاريخية في 14 أيار/ مايو 1948، أصبحت إسرائيل تُطلق على مواطنيها مُسمى «إسرائيليين» وغالبيتهم من اليهود المهاجرين، بالإضافة إلى عرب 48، في حين أصبح مصطلح «فلسطينيين» عادة ما يشير إلى الفلسطينيين الذي يسكنون خارج دولة إسرائيل.
في عام 1967، قام الجيش الإسرائيلي باحتلال الضفة الغربية من نهر الأردن التي كانت في ذلك الحين جزءًا من الأردن، كما احتل قطاع غزة. وكان الفلسطينيون في هاتين المنطقتين حتى تلك اللحظة، يحملون الجنسية الأردنية في الضفة، وجوازات مصرية مؤقتة في القطاع. كما ظل السواد الأعظم من سكان الضفة يحملون الجنسية الأردنية حتى قرار فك الارتباط القانوني مع الأردن عام 1988.
وكان الميثاق الوطني الفلسطيني الذي أقره المجلس الوطني الفلسطيني عام 1968 يعرّف في المادة 5 منه الفلسطينيين كالآتي «الفلسطينيون هم المواطنون العرب الذين كانوا يقيمون إقامة عادية في فلسطين حتى عام 1947 سواء من أخرج منها أو بقي فيها، وكل من ولد لأب عربي فلسطيني بعد هذا التاريخ داخل فلسطين أو خارجها هو فلسطيني.» وتضيف المادة السادسة من نفس الميثاق أن «اليهود الذين كانوا يقيمون إقامة عادية في فلسطين حتى بدء الغزو الصهيوني لها يعتبرون فلسطينيين.».

### السلطة الفلسطينية
بقدوم السلطة الفلسطينية عام 1994 بعد اتفاق أوسلو كسلطة حكم ذاتي مؤقتة في أجزاء من الضفة الغربية و‌قطاع غزة، أصبح المجتمع الدولي يعرف الفلسطينيين بأنهم السكان الذين تشملهم إدارة هذه السلطة، بالإضافة إلى فلسطينيي الشتات في دول العالم. وقد تم الاتفاق عالميًا أن يُطلق اسم الأراضي الفلسطينية المحُتلة على تلك المناطق التي يُفترض أن تؤول للفلسطينيين بعد نهاية المفاوضات. ومن تبعات اتفاق إعلان المبادئ في أوسلو إدخال تعديلات على الميثاق الوطني الفلسطيني تتضمن إلغاء 12 مادة منه؛ من ضمنها المادة السادسة التي تنص على أن اليهود الذين كانوا يقيمون إقامة عادية في فلسطين حتى بدء الغزو الصهيوني لها يعتبرون فلسطينيين. وصادق المجلس الوطني الفلسطيني في غزة على هذه التعديلات في 14 ديسمبر عام 1998.

## التوزيع الجغرافي

### في فلسطين التاريخية

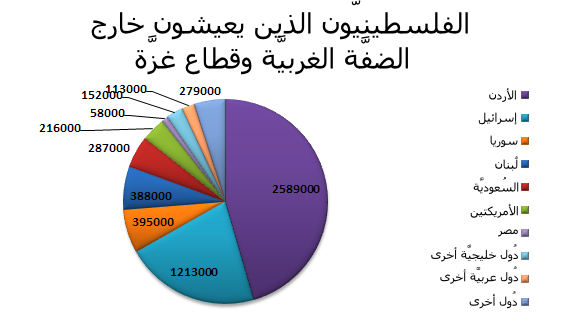
الفلسطينيون الذين يعيشون خارج الضفة الغربية وقطاع غزة.

بلغ عدد سكان فلسطين التاريخية من العرب واليهود في عام 2012 حوالي 11,8 مليون نسمة، يشكل اليهود ما نسبته 51% من مجموع السكان، ويستغلون أكثر من 85% من المساحة الكلية للأراضي، بينما تبلغ نسبة الفلسطينيين 49% من مجموع السكان، ويستغلون حوالي 15% من مساحة الأرض.
وقد أشار تقرير لجهاز الإحصاء الفلسطيني في عام 2013، أن عدد الفلسطينيين في فلسطين التاريخية قد بلغ حوالي 5,9 مليون نسمة، في حين بلغ عدد اليهود 6 ملايين نسمة، وذلك بناءً على تقديرات دائرة الإحصاءات الإسرائيلية. ويُتوقع أن يفوق عدد السكان الفلسطينيين في فلسطين التاريخية السكان اليهود مع نهاية عام 2020، حيث سيصل إلى 7,2 مليون فلسطيني مقابل نحو 6,9 مليون يهودي. ويعود هذا الأمر إلى الخصوبة المرتفعة عند السكان الفلسطينيين إذا ما قورنت بالمستويات السائدة حالياً في الدول الأخرى، فقد وصل معدل الخصوبة الكلية للفترة (2008-2009) في فلسطين 4.4 مولود، بواقع 4.0 في الضفة الغربية و5.2 في قطاع غزة.

#### داخل الخط الأخضر

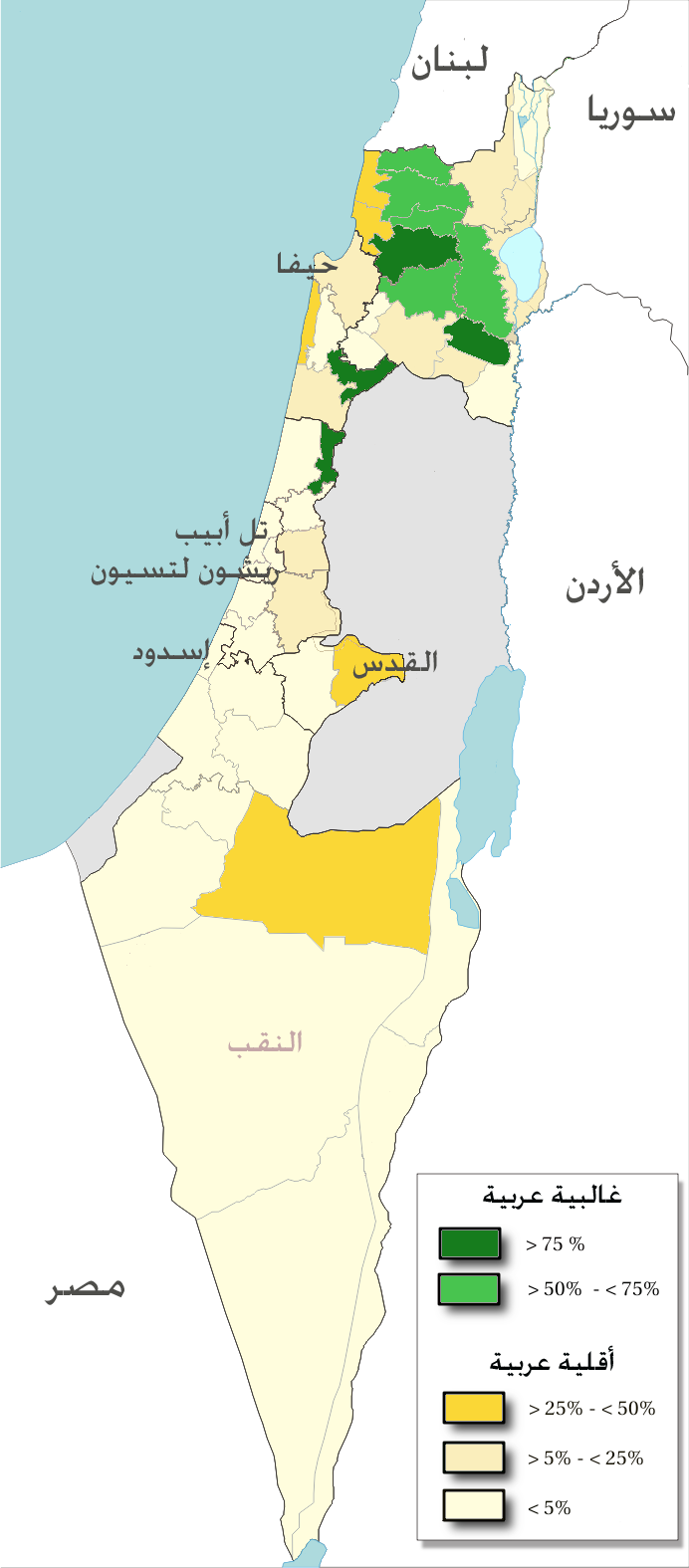
مناطق عرب 48.

هم جزء من الشعب الفلسطيني، يُطلق عليهم اسم «فلسطينيي الداخل» (داخل الخط الأخضر) أو عرب 48 (لأن معظمهم من العرب). وهم الفلسطينيون الذين بقوا في ديارهم داخل حدود دولة إسرائيل عند قيامها سنة 1948، ومنهم أيضًا من هُجِّر من دياره ولكن مع انتهاء الحرب سنة 1949 كانت إسرائيل قد ضمت مكان سكنه الجديد إليها. حصلوا على الجنسية الإسرائيلية سنة 1952 (اليهود منهم حصلوا على الجنسية فورًا بعد قيام دولة إسرائيل). يعانون من عنصرية (أحيانًا مُشَرَّعة في القانون الإسرائيلي). وقد بلغ عدد الفلسطينيين في إسرائيل في 2013 حوالي 1,400,000 نسمة، يشكلون ما نسبته 21% من مجموع سكان إسرائيل، وحوالي 15% من مجموع الفلسطينيين بالعالم.
يتشكل عرب 48 من عرقيات مختلفة، وإن كانت النسبة الكبيرة منهم عربًا:
- عرب: يشكلون الغالبية الساحقة من عرب 48، ويتكلم معظمهم باللهجة الشامية الجنوبية المدنية. يتمركزون في النقب و‌الجليل. يشكل منهم المسلمون السنة الغالبة، ويشكل المسيحيون منهم نسبة 9%، بينما يشكل الموحدون الدروز حوالي 8%، حيث بلغ عددهم حوالي 120,000 نسمة، ويتكلمون اللهجة الشامية الشمالية، ويتمركزون في الجليل و‌الكرمل، ولهم ديانتهم الخاصة. ويندرج ضمن العدد أيضًا العرب البدو: عددهم 182,000 يتكلمون لهجة بدو النقب. يتمركزون في النقب و‌الجليل ووسط إسرائيل. معظمهم من المسلمين السنة.[40]
- غجر: ويُطلق عليهم في فلسطين اسم «النَوَر». يبلغ عددهم 8,000، ويتكلمون اللغة الدومرية (اللهجة النورية). معظمهم من المسلمين السنة.[41]
- شركس و‌قبرديون: عدد الشركس 7,400 نسمة، بينما يبلغ عدد القبرديين 3,200 نسمة، وهم شركس شرقيون يتكلمون اللغة القبردية والعربية بلهجتها الشامية الشمالية. جميعهم من المسلمين. أما الشركس فيتكلمون اللغة الأديغية، ويتمركزون في قريتي كفر كما و‌الريحانية. معظمهم من المسلمين السنة.[42]
- أرمن: عددهم 3,100 نسمة، يتكلمون اللغة الأرمنية بلهجتها الغربية. يتمركزون في حيفا. معظمهم من المسيحيين من أتباع الكنيسة الأرمنيّة الرسوليّة.[43]
- آشوريون: عددهم في فلسطين التاريخية حوالي 1,000 نسمة، وهم مسيحيون يتكلمون اللغة الآشورية. يعيش أغلبهم في القدس و‌الناصرة.[44]
- سامريون: عددهم في فلسطين التاريخية 900 نسمة، منهم 450 نسمة يعيشون داخل الخط الأخضر. وهم عبرانيون يتكلمون اللغة العربية و‌اللغة العبرية ويعيشون في حولون بالقرب من تل أبيب.[45]
- فلسطينيين يهود لا توجد إحصائيات لتعدادهم؛ حيث أن الإحصائيات الإسرائيلية لا تميز بينهم وبين من ولد في فلسطين من اليهود لعائلة مهاجرة.[13]

#### الضفة الغربية وغزة
يحمل الفلسطينيون الذين يعيشون في الضفة الغربية و‌قطاع غزة الجنسية الفلسطينية منذ عام 1994 دون غيرهم من الفلسطينيين في العالم، بعد أن تأسست السلطة الفلسطينية في تلك المنطقتين كسلطة حكم ذاتي مؤقتة لإدارة شؤون سكانها. يتكون الفلسطينيون في هاتين المنطقتين من السكان الأصليين والمهاجرين من المناطق التي تأسست عليها دولة إسرائيل عام 1948. وهم يفتقرون لكيان سياسي واضح، وخاضعون للاحتلال الإسرائيلي منذ عام 1967. يحمل سكان القدس الشرقية هويات خاصة ذات لون أزرق صادرة عن السلطات الإسرائيلية. يُشار إلى أن الجوازات الفلسطينية التي مُنحت لسكان الضفة والقطاع احتفظت بنفس رقم الإضبارة الذي كان على الهوية الشخصية التي كانت تصدر عن سلطة الاحتلال الإسرائيلي. كما أن سكان الضفة الغربية كانوا أردنيين قبل حرب 1967 بحكم الوحدة مع الأردن بعد حرب 1948، حيث مُنحت الجنسية الأردنية لهم بعد مؤتمر أريحا عام 1951، واستمر الوضع كما هو حتى قرار فك الارتباط القانوني مع المملكة في عام 1988.

شعار السلطة الفلسطينية في الضفة الغربية وقطاع غزة.

وقد بلغ عدد الفلسطينيين داخل الأراضي الفلسطينية في عام 2013 حوالي 4,5 مليون نسمة (يتوزعون بين 2,8 مليون في الضفة الغربية، و1,7 مليون في قطاع غزة، وتشكل نسبة اللاجئين منهم نحو 44.2%). أما فيما يخص محافظة القدس، فقد بلغ العدد حوالي 400 ألف نسمة في نهاية عام 2012، منهم حوالي 62.1% يقيمون في ذلك الجزء من المحافظة الذي ضمته إسرائيل عنوة بُعيد احتلالها للضفة الغربية في عام 1967.

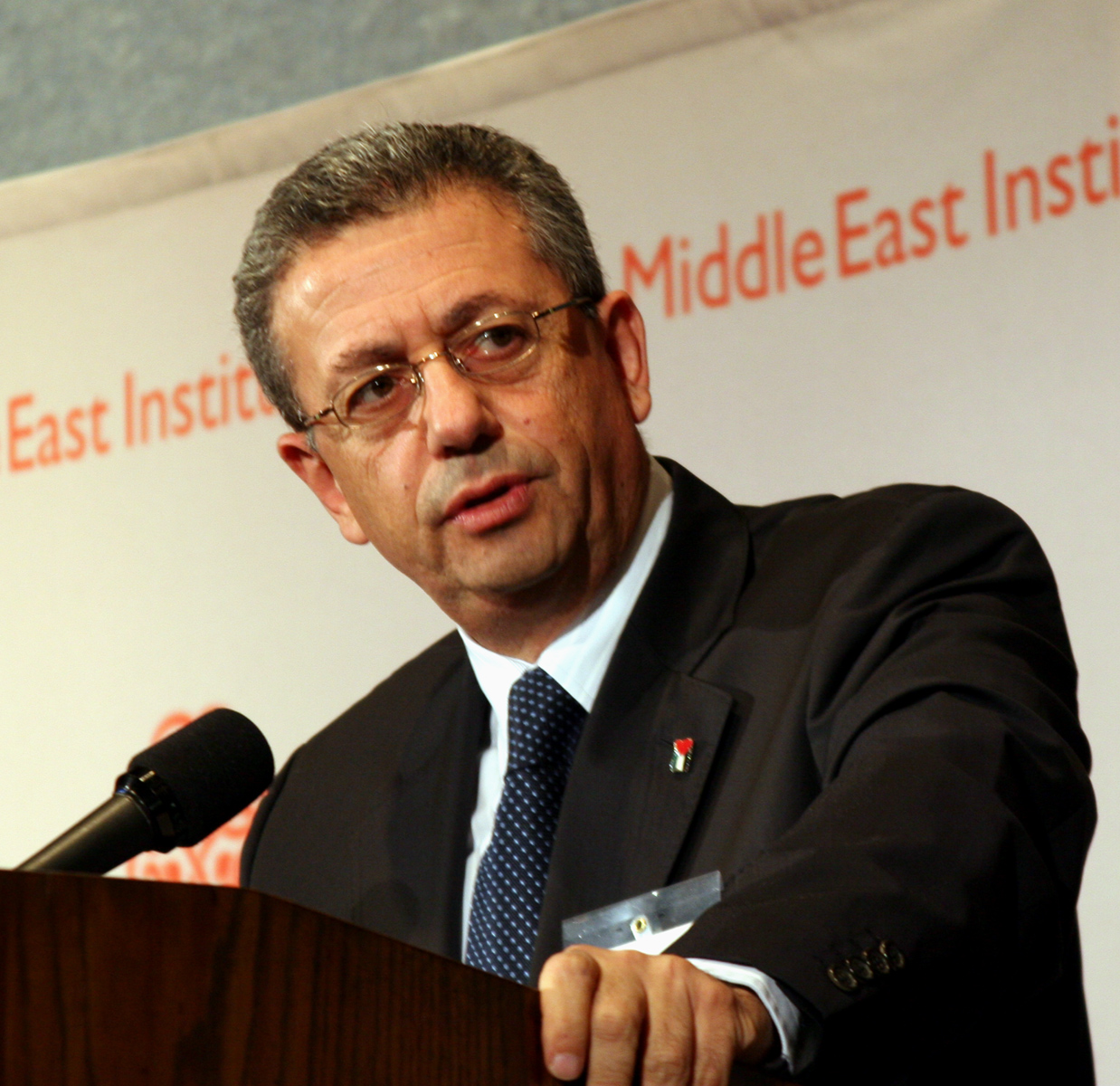
مصطفى البرغوثي، الأمين العام بالمبادرة الوطنية الفلسطينية.

تكوين المجلس التشريعي الفلسطيني إثر انتخابات 2006.

وقد أوضحت سجلات وكالة غوث وتشغيل اللاجئين الفلسطينيين (الأونروا)، أن اللاجئين الفلسطينيين المقيمين في الضفة الغربية والمسجلين لدى الأونروا بداية عام 2013 يشكلون ما نسبته 17% من إجمالي اللاجئين المسجلين لدى وكالة الغوث بالعالم، مقابل 24% في قطاع غزة. وأشارت البيانات لعام 2012 إلى أن نسبة السكان اللاجئين في فلسطين بلغت حوالي 42.1% من مجمل السكان الفلسطينيين المقيمين في فلسطين، وحوالي 27% من السكان في الضفة الغربية لاجئين، أي أنه من بين كل 10 أفراد هناك 3 أفراد لاجئين، في حين بلغت نسبة اللاجئين في قطاع غزة حوالي 67%.
يُشار بالذكر إلى أن معظم هؤلاء السكان هم من العرب، مع وجود بعض العرقيات الأخرى:
- عرب: عددهم 3,730,000 نسمة، ويتكلمون اللهجة الشامية الجنوبية. معظمهم من المسلمين السنة (مع وجود أقل من 5% منهم من المسيحيين). يُحسب ضمن هذا العدد أيضًا، العرب البدو، ويبلغ عددهم 17,000 نسمة، يتكلمون لهجة بدو سيناء و‌النقب، ويتمركزون في صحراء جبال القدس و‌الأغوار. معظمهم من المسلمين السنة.
- غجر: عددهم 9,000 نسمة، يتكلمون اللغة الدومرية (اللهجة النورية). يتمركزون في القدس القديمة و‌مدينة غزة و‌بير زيت. معظمهم من المسلمين السنة.[51]
- آراميون غربيون: عددهم 4,600 نسمة، وهم مسيحيون يتكلمون اللغة الآرامية الغربية الحديثة.[52]
- آشوريون: عددهم في الأراضي الفلسطينية حوالي 4,500 نسمة، وهم مسيحيون يتكلمون اللغة الآشورية. يعيش أغلبهم في القدس، بالإضافة إلى الناصرة.[52]
- شركس: عددهم 3,900 نسمة، يتكلمون اللغة الأديغية. معظمهم من المسلمين السنة.[52]
- أرمن: يبلغ عدد الأرمن في فلسطين التاريخية حوالي 7,500 نسمة، منهم ثلاثة آلاف يعيشون في مدينة القدس وتحديدًا في حارة الأرمن، و300 نسمة في بيت لحم، فيما يتوزع الباقون فيقطاع غزة، وداخل الخط الأخضر، وخصوصًا في حيفا، بالإضافة إلى عكا و‌الرملة و‌الناصرة و‌بئر السبع.[53] يتكلمون اللغة الأرمنية. معظمهم من المسيحيين من أتباع الكنيسة الأرمنيّة الرسوليّة.
- سامريون: عددهم في فلسطين التاريخية 900 نسمة، منهم 350 نسمة يعيشون شمال الضفة الغربية. وهم يهود يتكلمون اللغة العربية بلهجتها الشامية الجنوبية. يحملون الجنسية الفلسطينية والإسرائيلية ويعيشون في لوزة بالقرب من نابلس.[45]

### في الشتات
يشير تقرير أصدره الجهاز المركزي للإحصاء في فلسطين واقع اللاجئين الفلسطينيين، مشيرًا إلى أن 66% من الفلسطينيين الذين كانوا يقيمون في فلسطين التاريخية عام 1948 تم تهجيرهم. وأشار إلى أنه قد طرد ونزح من الأراضي التي سيطرت عليها إسرائيل عام 1948 حوالي 957 ألف عربي فلسطيني، أي ما نسبته 66% من إجمالي الفلسطينيين الذين كانوا يقيمون في فلسطين التاريخية عشية حرب 1948، وذلك حسب تقديرات الأمم المتحدة عام 1950. واستنادًا للتقديرات الرسمية للأمم المتحدة حول أعداد اللاجئين الفلسطينيين عشية حرب عام 1948، أشارت إلى أن عددهم وفقا لتقديرات عام 1949 بلغ نحو 726 ألف لاجئ، وتقدير آخر أشار إلى أن عددهم عام 1950 بلغ 957 ألف لاجئ.
وقد أوضحت سجلات وكالة غوث وتشغيل اللاجئين الفلسطينيين (الأونروا) في عام 2013، أن نسبة اللاجئين الفلسطينيين المسجلين لدى الأونروا في الأردن وحده قد بلغت 40% من إجمالي اللاجئين الفلسطينيين بالعالم، في حين بلغت النسبة في لبنان 9%، وفي سوريا 10% من اللاجئين الفلسطينيين المسجلين لدى وكالة الغوث.
وبحسب تقرير جهاز الإحصاء الفلسطيني عام 2013، فقد بلغ عدد اللاجئين الفلسطينيين في الدول العربية حوالي 5,2 مليون نسمة، ونحو 665 ألف نسمة في الدول الأجنبية. يتمركز أغلبيتهم في الأردن و‌سوريا و‌لبنان بالإضافة إلى تشيلي. يُشار بالذكر إلى أن معظمهم من المسلمين السنة (ما عدا أمريكا اللاتينية و‌كندا و‌المملكة المتحدة، فمعظمهم مسيحيون). الدول والمناطق التالية هي أماكن تواجد اللاجئين الفلسطينيين في العالم:
في الأردن:
| «...المواطنون الأردنيون من أصل فلسطيني في المملكة الأردنية الهاشمية، لهم جميع حقوق المواطنة وعليهم جميع واجباتها، كأي مواطن آخر بغض النظر عن أصله.» |
| —الحسين بن طلال، 1988 |

يتميز وضع الفلسطينيين في الأردن عن غيرهم من اللاجئين الفلسطينيين في الوطن العربي، بأن أغلبهم مواطنون يحملون الجنسية الأردنية. وقد حدث هذا حين ارتبطت الضفة الغربية مع الضفة الشرقية بقرار وحدة الضفتين الصادر في العام 1950، أي بعد النكبة.

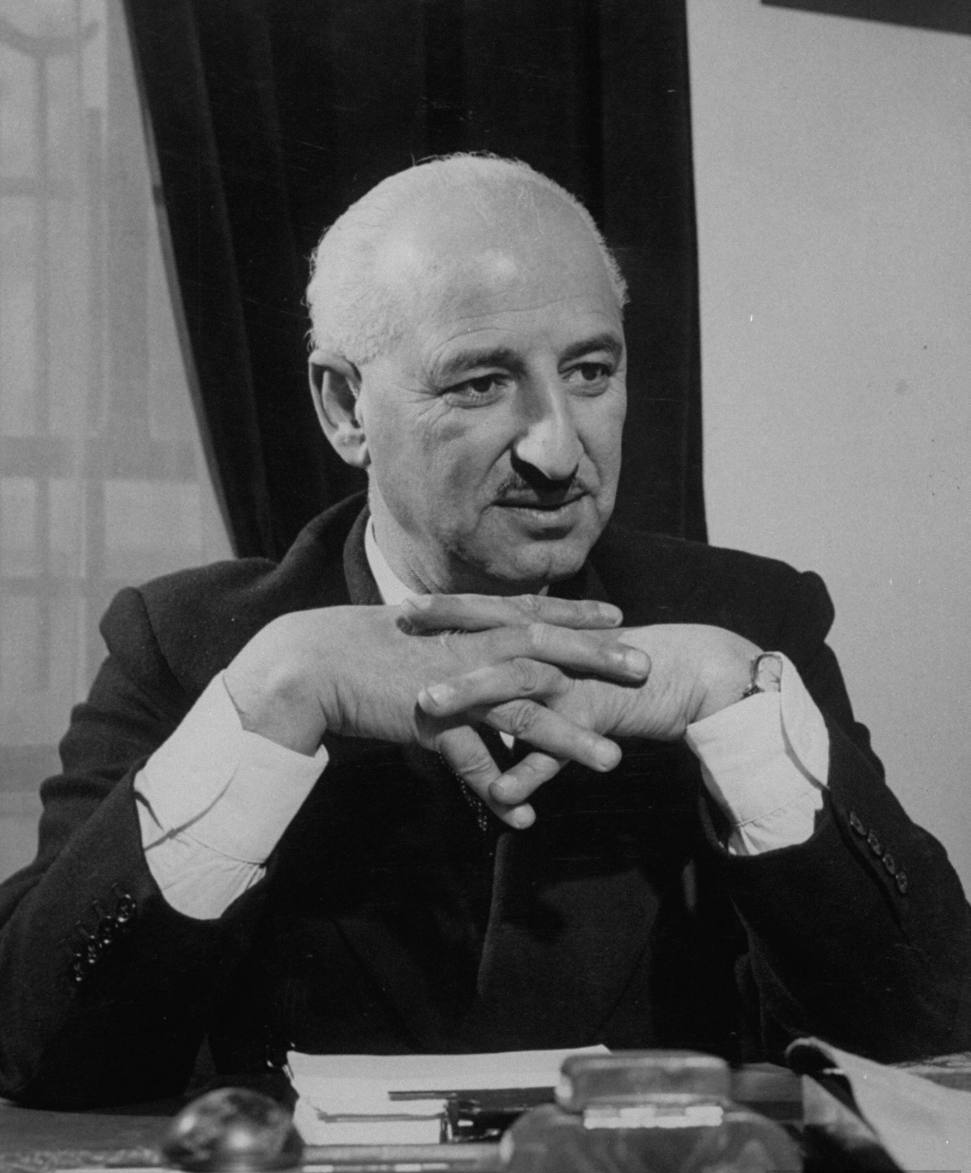
سليمان النابلسي، رئيس وزراء الأردن (56-1957)، وهو من أصل فلسطيني.

لا توجد إحصائية دقيقة بأعداد الفلسطينيين في المملكة، لصعوبة تمييزهم في المجتمع الأردني بعد الاندماج الذي حصل بين الشعبين. إلا أنه يمكن تقدير العدد ما بين 2.1 مليون إلى 3 ملايين فلسطيني، منهم نحو 634,182 لا يحملون الجنسية الأردنية. يتمركز الأردنيون من أصل فلسطيني في محافظة عمان و‌محافظة الزرقاء و‌محافظة إربد، بالإضافة إلى مخيمات اللاجئين المختلفة وعددها عشرة مخيمات رسمية وثلاثة غير رسمية. وللفلسطينيين تاريخيًا فعالية اقتصادية كبيرة في الأردن، حيث أدى انتقال رؤوس الأموال من فلسطين إلى الأردن بعد النكبة إلى طفرة كبيرة باقتصاد الأردن، خاصةً بعد تحول مقر البنك العربي إلى عمّان. وقد ظهر من بين الأردنيين ذوي الأصول الفلسطينية العديد من الشخصيات التي لعبت دورًا ولا تزال في المشهد السياسي في المملكة. كما يساهم الفلسطينيون كثيرًا في المجال الثقافي والرياضي والاجتماعي في الأردن.
يُشار بالذكر إلى أن مفهوم المواطنة لا ينطبق كليًا على شريحة واسعة من الفلسطينيين، حيث أن حوالي 20% منهم لا يحملون رقمًا وطنيًا أردنيًا. ويشكلون إضافة إلى أبناء قطاع غزة، الآلاف من الذين تأثرت أوضاعهم القانونية بقرار فك الارتباط عام 1988، بتصنيفاتهم وفق البطاقات التي بحوزتهم، والتي تفصل بين حدّي المواطنة وعدمها، حيث لا يحمل أصحاب البطاقات الخضراء والزرقاء الرقم الوطني، الذي يُعطى بشكل موقت لأغراض معينة، خلافًا للبطاقات الصفراء.

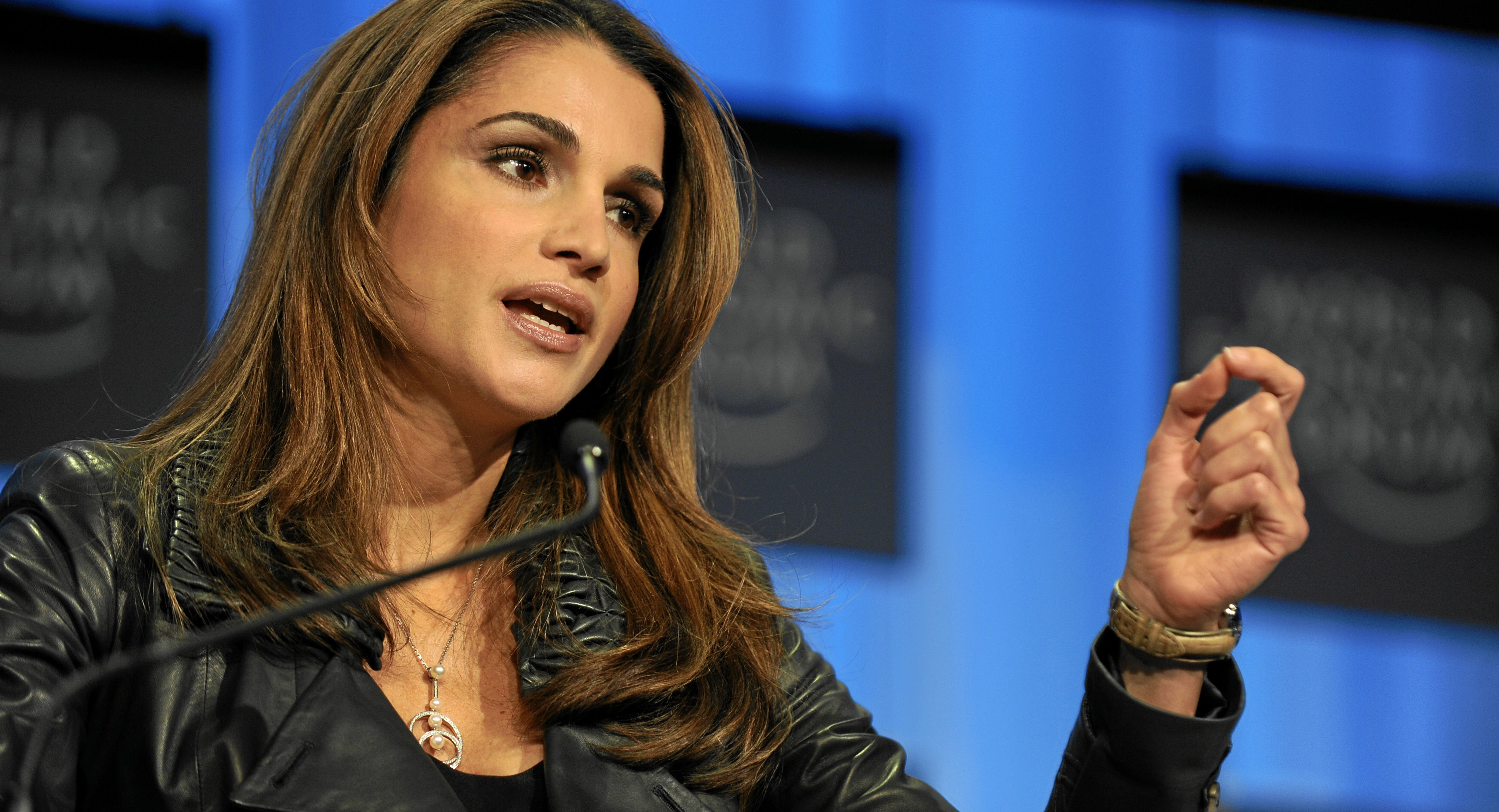
الملكة رانيا، ملكة الأردن من أصل فلسطيني.

وقد بدأ الأردن في عام 1983، بإصدار تلك البطاقات الملونة لسفر للأردنيين أصحاب الأصول الفلسطينية في الضفة الغربية، من أجل تيسير سفرهم من وإلى الضفة الغربية الخاضعة للاحتلال الإسرائيلي. وكانت البطاقات الخضراء لسكان الضفة الغربية، والبطاقات الصفراء لسكان الضفة بلا جنسية الذين انتقلوا إلى الضفة الشرقية. وقد أدى إدخال نظام البطاقات الخضراء والصفراء هذا لظهور ثلاث فئات من حقوق المواطنة، إذ يميز الأردنيين أصحاب الأصول من الضفة الشرقية عن فئتين من المواطنين الأردنيين المنحدرين من الضفة الغربية (الذين أقر بهم القانون الأردني رسمياً مواطنين أردنيين متساوين جميعاً في الحقوق). في بعض الأحيان، فقد الأردنيون المقيمون في الضفة الغربية ً حقهم في الإقامة بالضفة الشرقية. أما اليوم، فإن حيازة بطاقة خضراء أو صفراء قد تكون السند الرسمي وراء سحب الجنسية.
في سوريا:

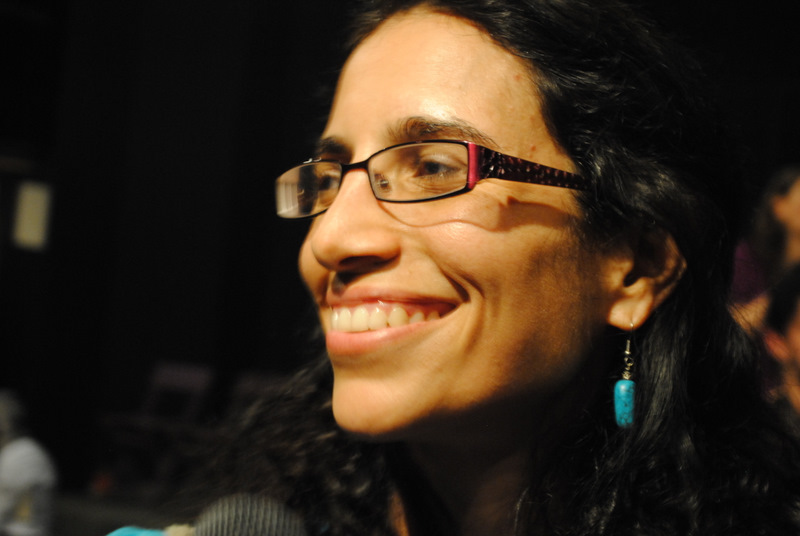
ديمة خطيب، صحفية سورية فلسطينية.

يبلغ عددهم حوالي 580,000 نسمة، يحملون وثائق سفر خاصة للاجئين الفلسطينيين في سوريا. يتمركزون في عدد من المخيمات في دمشق ومدن سورية أخرى. يتمتع الفلسطينيون اللاجئين في سوريا بنفس الحقوق والامتيازات الممنوحة للمواطنين السوريين، باستثناء حصولهم على المواطنة. يُشار إلى أن معظم اللاجئين الفلسطينيين الذين فروا إلى الجمهورية العربية السورية في عام 1948 هم من الأجزاء الشمالية من فلسطين. وقد هٌجر 100,000 شخص إضافي، بمن فيهم بعض اللاجئين الفلسطينيين، من مرتفعات الجولان إلى أجزاء أخرى من سورية عندما احتلت إسرائيل المنطقة. وفر بضعة آلاف آخرون إلى سورية من أتون الحرب الأهلية اللبنانية في عام 1982.
يساهم الفلسطينيون في سوريا منذ 1948 كثيرًا في المجال الثقافي والاجتماعي. وقد برزت منهم كثير من الأسماء المهمة على صعيد الداراما السورية، بالإضافة إلى مجالات أخرى كالإعلام والرياضة والخدمات. لقد تقلص عدد الفلسطينيين في سوريا كثيرًا بعد الأزمة السورية، وخاصةً بعد محاصرة مخيم اليرموك وقصفه في نهاية عام 2013، حيث لجأ جزء منهم إلى لبنان، والجزء الآخر إلى الأردن.
من جهة أخرى، يتواجد على الأراضي السورية مقاتلون فلسطينيون تابعون لجيش التحرير الفلسطيني، وهو تنظيم مسلح تأسس في 1963 بهدف تحرير فلسطين، بقوام ثلاثة ألوية مشاة/صاعقة (قوات حطين، قوات القادسية، قوات أجنادين)، وكتائب إسناد من مدفعية ودبابات ومهام خاصة، وتدين بالولاء إلى حزب البعث – تنظيم فلسطين وهو الجناح السياسي لمنظمة الصاعقة الفلسطينية. ويخضع اللاجئون الفلسطينيون في سوريا وحدهم من بين كل الفلسطينيين في الشتات للتجنيد العام في صفوف جيش التحرير الفلسطيني.
في لبنان:

حنظلة، أصبح أيقونة للفلسطينيين. وهو رسم للفنان ناجي العلي الذي سكن بيروت فترة طويلة.

يفوق عددهم 470,000 نسمة، يحملون وثائق سفر خاصة للاجئين الفلسطينيين في لبنان. ويتمركزون في مخيمات اللاجئين المختلفة في البلاد. يعيشون حياة قاسية حيث أن السلطات اللبنانية تمنعهم من مزاولة العديد من المهنات ومن الدخول في النقابات ومن تملك الأراضي والشقق والأعمال. ويعود هذا الأمر بسبب اختلال التوازن في لبنان حيث العامل الطائفي دقيق. وقد أدى العمل على هذه الأمور إلى حروب في أوقات سابقة خصوصًا أن حركة فتح و‌الجبهة الشعبية لتحرير فلسطين شاركوا في الحرب اللبنانية. وإضافةً إلى ذلك، يوجد عامل النسبة العددية بين اللبنانيين وغيرهم من الدول العربية، فمثلا يشكل عدد الفلسطينيين على الأراضي اللبنانية ما يقدر بربع الشعب اللبناني ممن يسكنون لبنان مما قد يشكل من وجهة نظر اللبناني تهديد للكيان، ومما قد يكون في الوقت نفسه عدد ضئيل نسبيًا بالنسبة لسوريا مثلاً، حيث أن عدد السوريين يفوق بأضعاف كثيرة.

لقد كان للاجئين الفلسطينيين دورٌ بارزٌ في نهضة كثير من القطاعات المهمة في لبنان بعد النكبة عام 1948، حيث انتعش الاقتصاد اللبناني بقدومهم بنحو 15 مليون جنيه إسترليني، أي ما يقارب 24 مليار دولار بأسعار هذه الأيام، وهذا الأمر أطلق فورة اقتصادية شديدة الإيجابية، فاليد العاملة الفلسطينية المدربة أسهمت في العمران وفي تطوير السهول الساحلية اللبنانية، والرأسمال النقدي أشاع حالة من الانتعاش الاستثماري الواسع. 

دار الهندسة، أسسها الفلسطينيون في بيروت عام 1956.

 وكان لإقفال ميناء حيفا، و‌مطار اللد شأن مهم جداً في تحويل التجارة من شرق المتوسط إلى ميناء بيروت، وفي إنشاء مطار بيروت الدولي بعدما كان مطار بئر حسن مجرد محطة متواضعة لاستقبال الطائرات الصغيرة.
أما من الناحية التعليمية، فقد كان خريجو الجامعة الأمريكية في بيروت من الفلسطينيين إما يساوون أو يزيدون عن اللبنانيين، والتي سميت العديد من قاعاتها على أسماء فلسطينيين أسهموا في نهضة لبنان مثل طلال أبو غزالة، حسيب الصباغ، و‌كمال الشاعر.
في دول الخليج العربي:

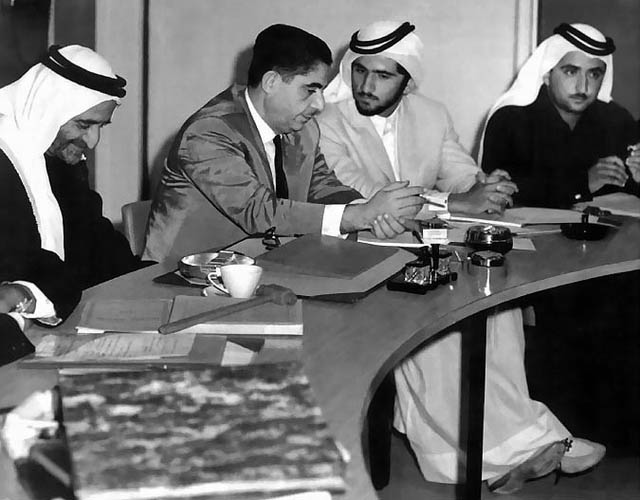
المستشار القانوني عدي البيطار مع محمد بن راشد آل مكتوم وعدد من أمراء الإمارات، 1968. وهو من وضع الدستور الإماراتي.

لا تتوفر إحصائيات رسمية يمكن الاستناد إليها في أعداد الفلسطينيين في الخليج، لأسباب تتعلق بتنوع الوثائق الثبوتية التي يحملونها، وما يتبعه من تنوع علاقتهم بممثليات الدول التي يحملون وثائق سفرها. إلا أن مصادر عديدة تقدر العدد بما يتجاوز المليون نسمة، يتركز معظمهم في السعودية، ثم الإمارات، فالكويت والدول الأخرى. وهم بذلك يشكلون التجمع الثاني للاجئين من حيث العدد بعد لاجئي الأردن.
تجدر الإشارة إلى أن هناك تجربة بارزة للفلسطينيين في الخليج، وتحديدًا في الكويت، حيث شكّل فلسطينيو الكويت جزءاً مهماً من تاريخ نهضة البلاد، حتى تاريخ الغزو العراقي عام 1990، والذين وصل عددهم قُبيل تلك الفترة إلى حوالي 400,000 فلسطيني. فقد كانوا أول من أسهم في النهضة التعليمية هناك، حيث استقدمت الكويت نخبة مختارة من المعلمين الفلسطينيين من أجل تغيير المنهج القديم الذي اعتمد على نظام الكتاتيب، ووضع مناهج أكثر موضوعية وحداثة تتعدى القراءة والكتابة والحساب. وكان لهم الفضل في تحديد معالم التعليم الحديث في الكويت وتنظيم السلم التعليمي. كما كان للفلسطينيين دورٌ بارزٌ في نهضة كثير من القطاعات الحكومية المهمة في الكويت، مثل الجيش والشرطة؛ إذ ينسب إليهم مهمة تنظيم جهاز الشرطة الحديث في الكويت، وتأسيس الجيش الكويتي. وعلى الصعيد الدبلوماسي، نال الفلسطينيون الثقة لتمثيل الكويت في المحافل الدولية، فمثلاً، كان أول مندوب كويتي في الأمم المتحدة فلسطينياً.
أما بالنسبة للسعودية، فقد كان الفلسطينيون في مقدمة من عمل في قطاع النفط السعودي، وقد طالب أول وزير نفط سعودي وهو عبد الله الطريقي بمنحهم الجنسية السعودية في أول اجتماع وزاري حضره في الرياض. وفي قطر، كان الفلسطيني سعيد المسحال واحداً من أهم مؤسسي قطاع النفط القطري وكان مستشار أمير قطر آنذاك. أما في الإمارات، فيُعتبر الفلسطينيون من الجاليات المتميزة، حيث أن غالبية أبناء الجالية من المتعلمين والخبرات والكفاءات التي يُعتدّ بها. وقد لعب الفلسطينيون دوراً كبيراً في بناء الدولة الإماراتية، حيث أن من وضع الدستور عام 1971 هو الفلسطيني عدي البيطار، ومن أسس القضاء في إمارة دبي هو تيسير النابلسي، ومن أسس جريدة البيان بتكليف من آل مكتوم هو إبراهيم سكجها، ومن أسس تلفزيون دبي هو رياض الشعيبي، كما أن معظم مستشاري حكام الإمارات هم فلسطينيون.
في أمريكا اللاتينية:

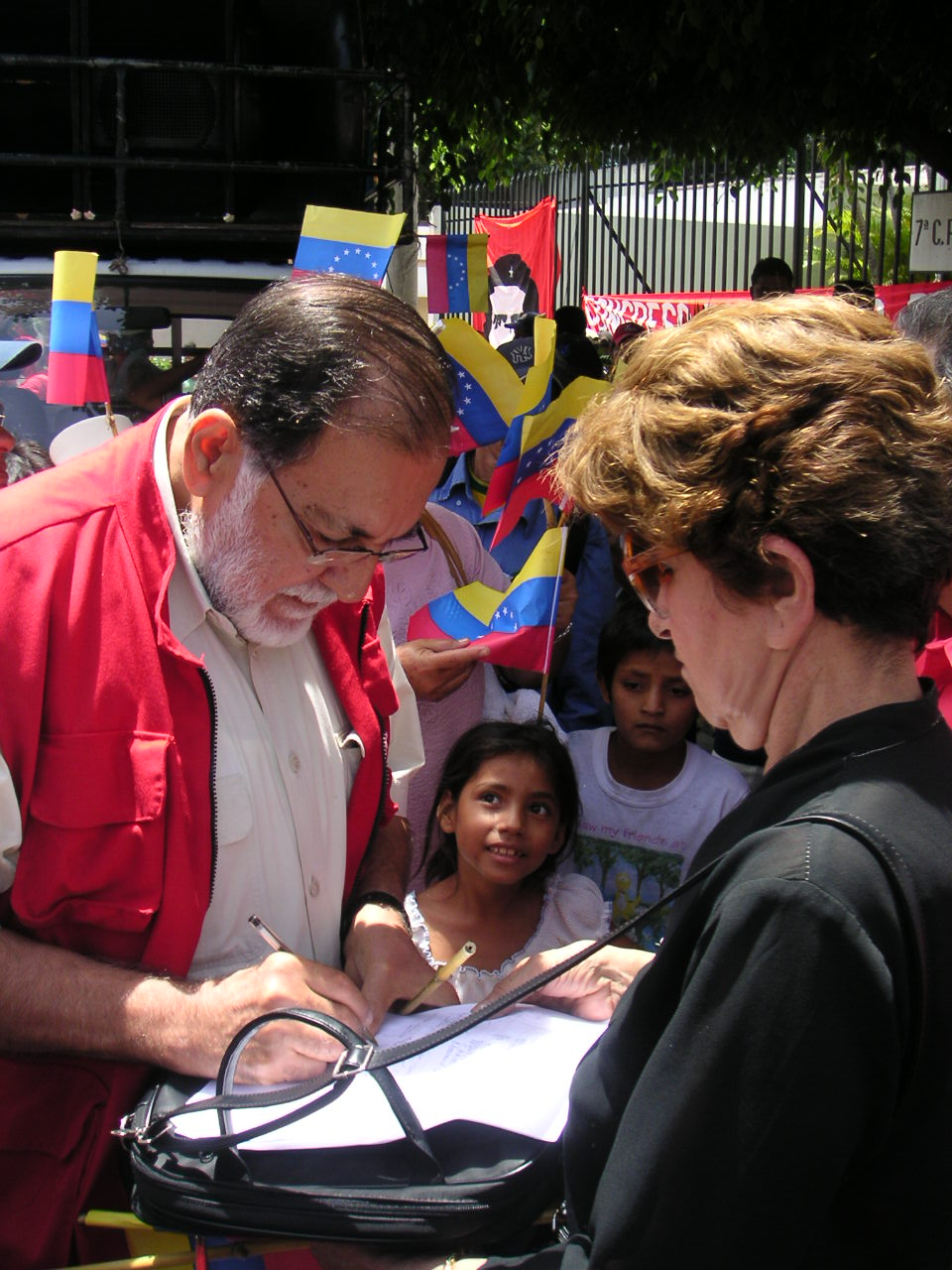
شفيق حنضل، السكرتير السابق للحزب الشيوعي السلفادوري، من أصل فلسطيني.

يفوق عددهم النصف مليون نسمة، يتوزعون على جميع بلدان أمريكا اللاتينية، ولكنهم يتركزون في تشيلي، ودول أخرى كالبرازيل، هندوراس، السلفادور، و‌نيكاراغوا. هاجرت هذه الشريحة من الفلسطينيين في منتصف القرن التاسع عشر وبداية القرن العشرين، ويدين الغالبية الساحقة منهم بالمسيحية، وفي الواقع فإن عدد الفلسطينيين المسيحيين في الشتات في تشيلي وحدها يفوق عدد المسيحيين الذين استطاعوا البقاء في فلسطين. ويُعتبر فلسطينيو التشيلي اليوم من الأقليات الناجحة جدًا، فغالبيتهم ينتمون إلى الطبقة العليا والوسطى ومن المتعلمين. كما برز عدد منهم في السياسة والاقتصاد والثقافة.

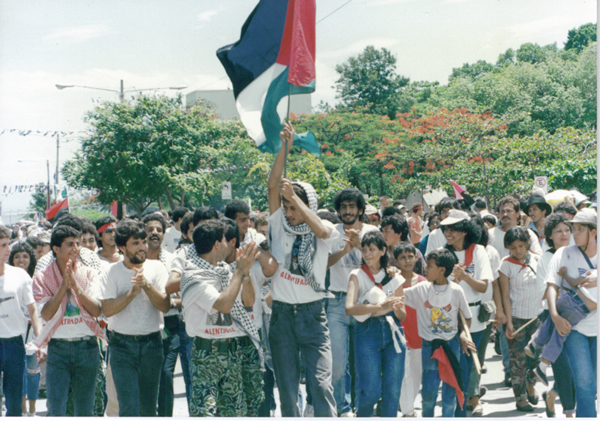
فلسطينيون في نيكاراغوا، 1989.

يحمل فلسطينيو أمريكا اللاتينية جوازات سفر البلدان التي استقبلتهم. كما أن معظمهم لا يتكلم اللغة العربية؛ حيث أن الآباء لم يعلموا أبناءهم العربية من أجل التركيز على الإسبانية (أو البرتغالية لمن سكن البرازيل) بغية الاندماج في المجتمع المستضيف لهم. يبلغ عددهم في تشيلي وحدها حوالي 400,000 نسمة، حيث أتى أوائل المهاجرين الفلسطينيين في خمسينات القرن التاسع عشر خلال حرب القرم؛ وعملوا في التجارة كرجال أعمال كما عملوا في الزراعة. وكان التشابه المناخي بين تشيلي وفلسطين ساعدهم على الانتعاش. وصل مهاجرون آخرون خلال الحرب العالمية الأولى ولاحقا خلال النكبة الفلسطينية عام 1948. كانت غالبية القادمين تأتي من مدن بيت جالا، بيت لحم و‌بيت ساحور. كانوا يحطون عادة في موانئ الأرجنتين، ويعبرون جبال الأنديز على البغال وصولا إلى تشيلي. وعدا أولئك الذين هاجروا في العقود السالفة، احتضنت تشيلي بعض اللاجئين في السنوات اللاحقة، ففي نيسان/ أبريل 2008 قدم 117 لاجئ من مخيم الوليد على الحدود السورية العراقية قرب معبر التنف. كل أولئك اللاجئين كانوا من المسلمين السنة.
في أوروبا و‌الولايات المتحدة:

جريدة القدس العربي تصدر في لندن.

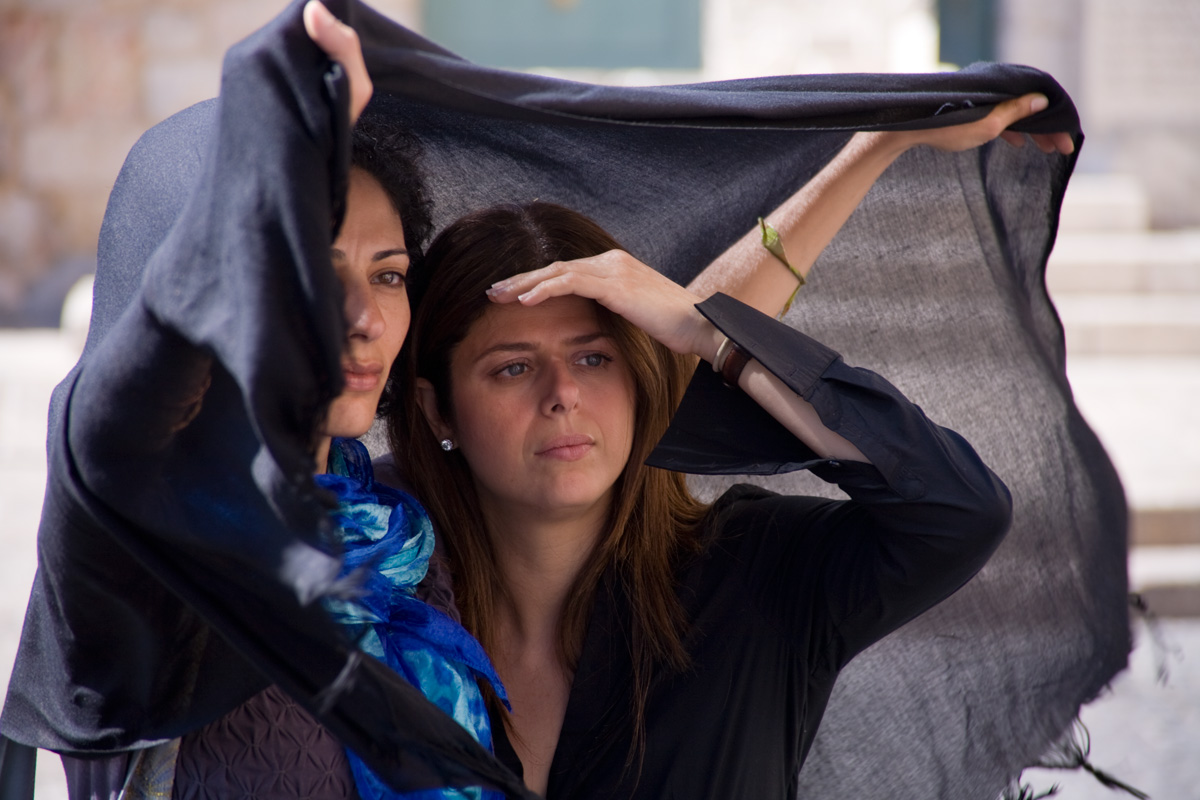
سهير حماد ونتالي حنظل، كاتبتان أمريكيتان من أصل فلسطيني.

توجد الآن جاليات كبيرة في معظم الدول الأوروبية تتراوح بين 5 آلاف نسمة في فرنسا إلى 15 ألف نسمة في إسكندنافيا إلى 30 ألف نسمة في ألمانيا. وتوجد جالية عربية في إنجلترا لا تقل عن 250 ألف نسمة، نسبة كبيرة منها فلسطينيون. وفي أميركا الشمالية، توجد جالية فلسطينية تتجاوز 150 ألفاً.
وبشكل عام، فإن معدلات الخصوبة لدى الفلسطينيين عالية مقارنة بدول عربية أخرى. وقد بلغ معدل الخصوبة الكلي للفلسطينيين في الأردن حوالي 3.3 مولوداً لعام 2010، مقابل 2.5 مولوداً في سوريا للعام 2010، في حين بلغ المعدل 2.8 مولوداً في لبنان للعام 2011. أما داخل الخط الأخضر، فقد بلغ معدل الخصوبة الكلي للفلسطينيين في إسرائيل 3.3 مولوداً وذلك للعام 2012، ويعتبر هذا المعدل مرتفعاً نسبياً قياساً بمعدل الخصوبة في إسرائيل البالغ 3.0 مواليد لكل امرأة لنفس العام. وبلغت نسبة الأفراد لدى الفلسطينيين دون الخامسة عشرة من العمر حوالي 36.1%، مقابل حوالي 4.1% للأفراد 65 فأكثر.

## اللغة

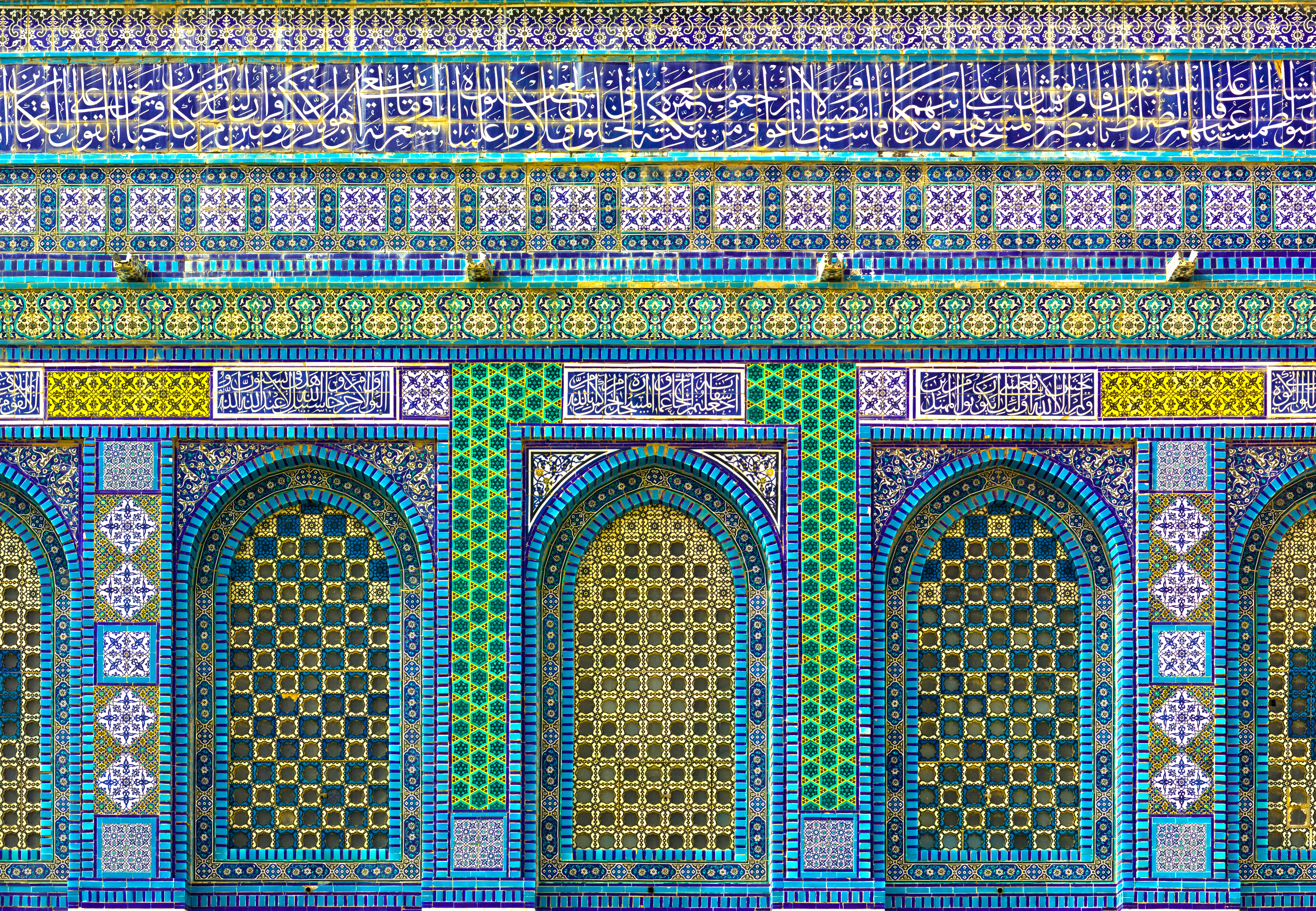
الخط العربي في القدس.

معظم الفلسطينيين ناطقون باللغة العربية، ولكن هناك حوالي نصف مليون فلسطيني في أمريكا الجنوبية و‌الوسطى هاجروا منذ منتصف القرن التاسع عشر وبداية القرن العشرين، معظمهم اليوم لا يتكلمون العربية، وإنما الإسبانية (أو البرتغالية لمن سكن البرازيل).
يتحدث الفلسطينيون بلهجات متعددة تختلف بحسب البلدة الأصلية للشخص. وأيضاً قد تتأثر بالبيئة الحالية لمكان إقامته. معظم هذه اللهجات تندرج تحت اللهجة الشامية الجنوبية، كما أن البدو يتحدثون لهجة بدو سيناء والنقب، و‌الدروز يتحدثون اللهجة الشامية الشمالية. كما يتحدث الكثير من الفلسطينيين ممن يعيش في إسرائيل و‌الأراضي الفلسطينية، اللغة العبرية.
هناك بعض الأقليات العرقية في الشعب الفلسطيني التي قد تتحدث لغات أخرى بجانب اللغة العربية مثل: الدومرية (عند الغجر) و‌الأديغية (عند الشركس) و‌الأرمنية و‌الأشورية و‌الآرامية الغربية الحديثة و‌القبردية.

## الدين
يدين غالبية الفلسطينيين بالإسلام، حيث أن العدد الأكبر منهم من أتباع المذهب السني، إلى جانب أقلية صغيرة من الشيعة والجماعة الأحمديّة. ويُشكل المسيحيون الفلسطينيون أقلية كبيرة، حيث تتراوح نسبة المسيحيين بحسب تقديرات مختلفة بين 6 - 30% من فلسطينيي العالم، ولعب المسيحيون الفلسطينيون دورا بارزاً في المجتمع الفلسطيني، ويُعتبر المسيحيون الفلسطينيون أكثر الطوائف الفلسطينية تعلمًا، وأوضاعهم الاقتصاديّة-الاجتماعيّة أفضل مقارنة بباقي السكان.
وتلي الطوائف المسيحية الكثير من الطوائف الدينية الصغيرة، بما في ذلك الموحدون الدروز و‌السامريون. يُعتبر اليهود الفلسطينيون - فلسطينيين بحسب الميثاق الوطني الفلسطيني الذي اعتمدته منظمة التحرير الفلسطينية، حيث تم تحديد اليهود الذين كانوا يقيمون إقامة عادية في فلسطين حتى بدء النكبة. وبحسب صالح الشيخ، فإن معظم الدروز في إسرائيل لا يعتبرون أنفسهم فلسطينيين: «إن هويتهم العربية تنبع من اللغة المشتركة ومن الخلفيَّة الاجتماعية والثقافية، ولكنها منفصلة عن أي مفهوم سياسي وطني. وهي غير موجهة إلى الدول العربية أو القومية العربية أو الشعب الفلسطيني، ولا تعبر عن أي مصير معهم، ومن هذا المنظور، فإن هويتهم هي إسرائيلية، وهذه الهوية أقوى من هويتهم العربية».

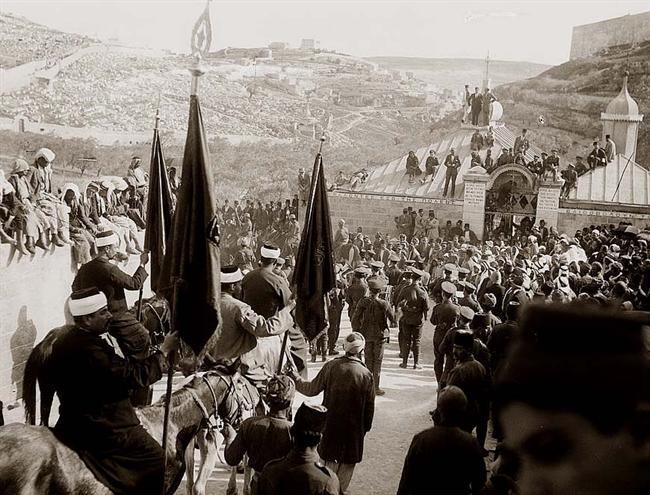
موسم النبي موسى في القدس، 1920. وهو من المناسبات الإسلامية التقليدية عند الفلسطينيين.
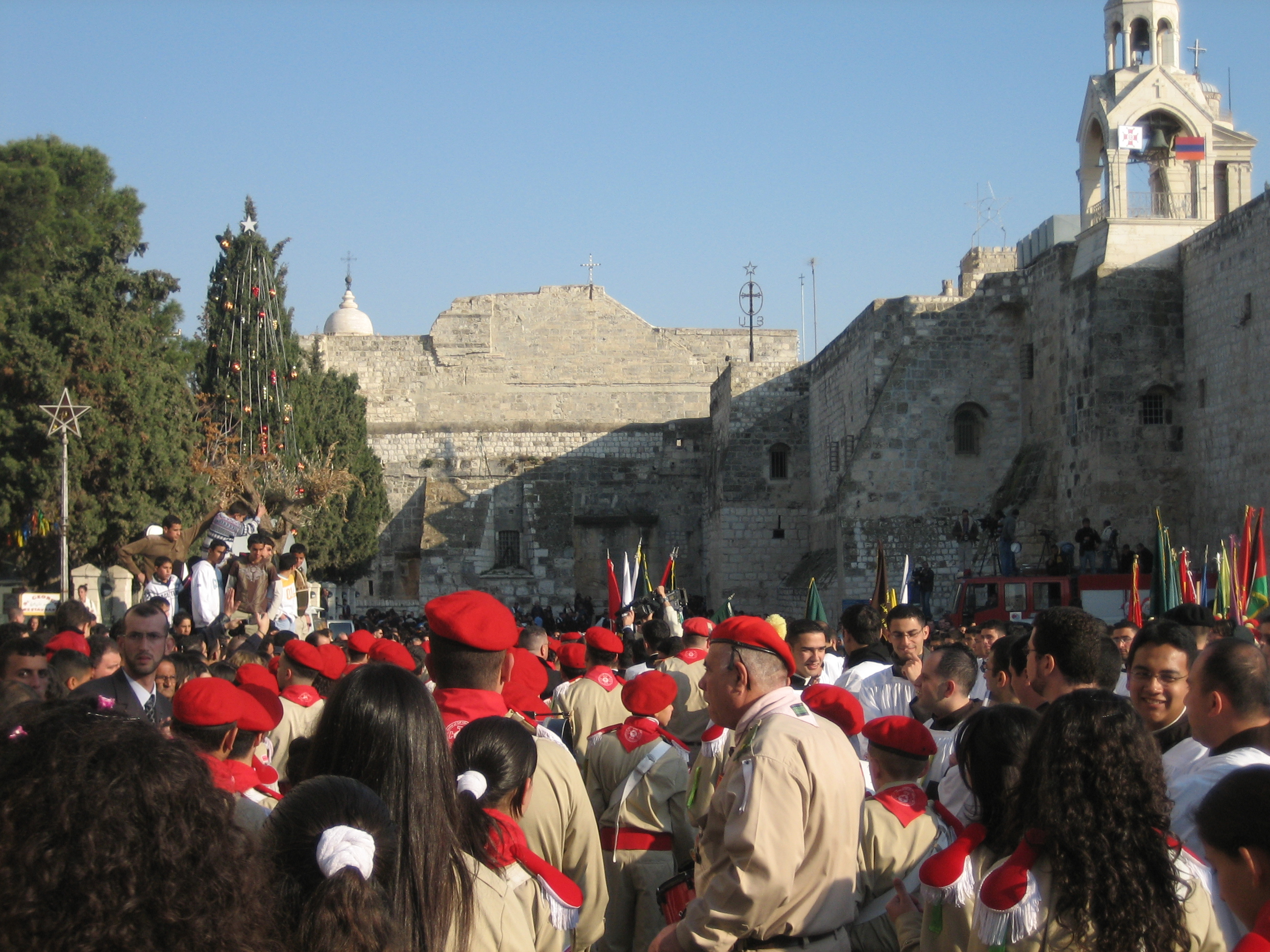
الكشافة المسيحية في بيت لحم
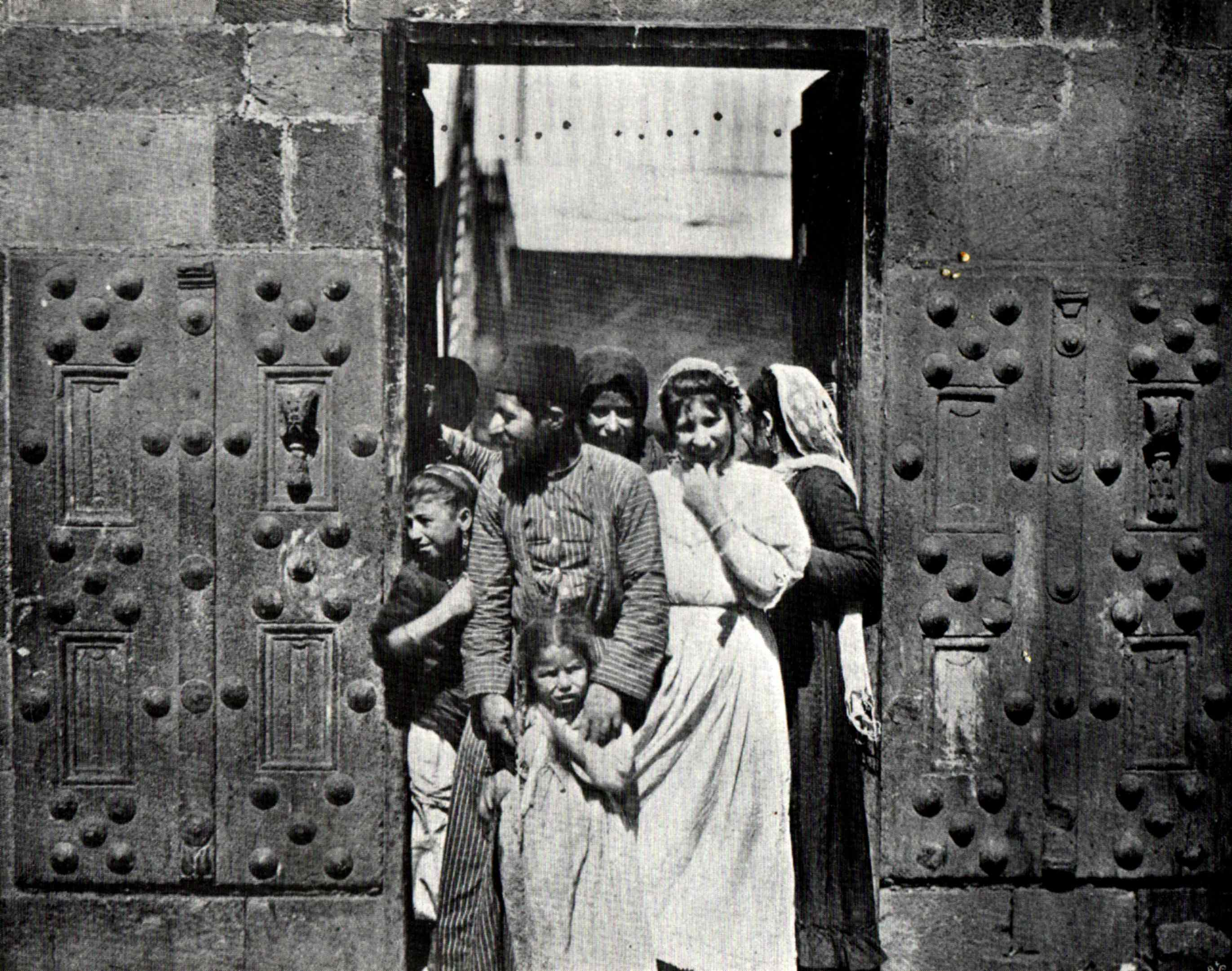
يهود في طبريا، 1893
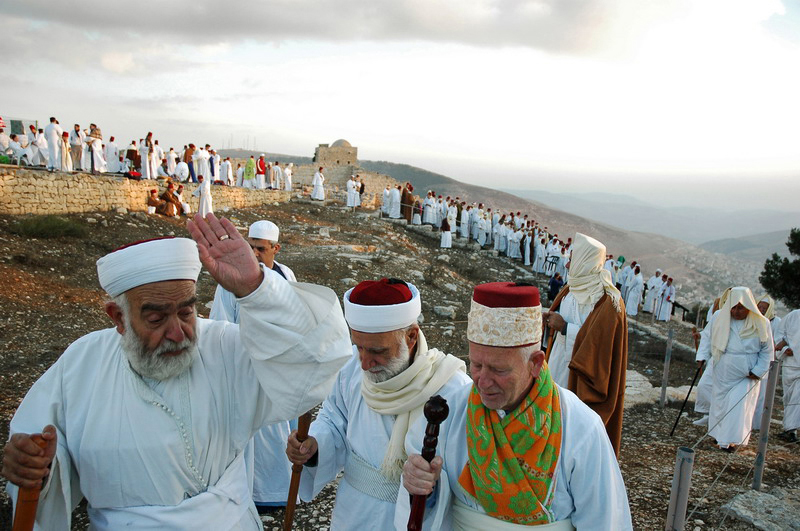
سامريون بجبل جرزيم، نابلس
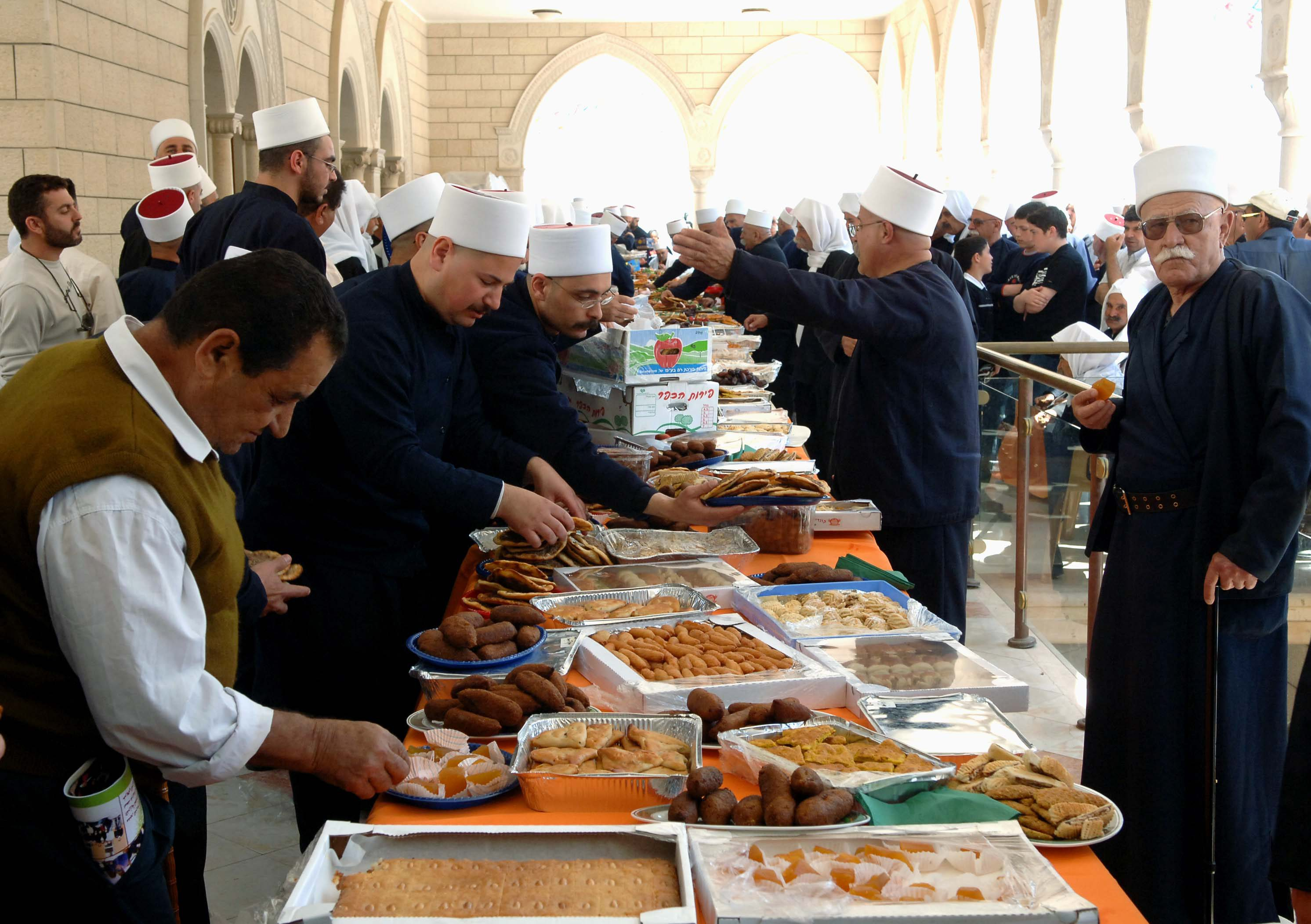
دروز خلال زيارة مقام النبي شعيب في حطين

يشترك المسلمون والمسيحيون بالبلاد بالاحتفال بالعديد من الأعياد الشعبية، كما أنهم يؤمنون بذات الأنبياء والرسل. وقد اُقيم لعدد من الأنبياء والقديسين أضرحة لها مكانة هامة لأتباع الديانتين على حد سواء. وكانت الامتيازات الممنوحة لفرنسا و‌روسيا والقوى الغربية الأخرى من قبل السلطنة العثمانية في أعقاب حرب القرم، لها تأثير كبير على الهوية الثقافية والدينية الفلسطينية المعاصرة.

## السياسة

المهندس يحيى عياش، أحد العقول المدبرة لعمليات التفجير داخل إسرائيل.

بدأ الوعي السياسي في فلسطين مبكرًا. وكان هذا الوعي ملحوظًا في فترة الدولة العثمانية. وكان لفلسطين دور في الدولة العثمانية حيث كان لأهل فلسطين ممثلين في مجلس المبعوثان، إذ كان روحي الخالدي وسعيد الحسيني وحافظ السعيد مندوبين عن لواء القدس والشيخ أحمد الخماش عن لواء نابلس وأسعد الشقيري عن لواء عكا. وكان للمثقفين الفلسطينيين دور هامًا في التصدي لسياسة التتريك ومواجهة الهجرة اليهودية إلى بلادهم. وقد أسسوا نحو 17 من المنظمات والأحزاب من مختلف المشارب السياسية للتعبير عن آرائهم والدفاع عن حقوقهم الوطنية. وارتبطت كثير منها بقضايا المنطقة و‌الأمة العربية منها الحزب الشيوعي الفلسطيني والحزب العربي الفلسطيني.

### التنظيم والتمثيل
بخلاف الدول المجاورة، لم يستقل الفلسطينيون بدولة منفصلة بعد انتهاء السيطرة العثمانية وسيطرة الاستعمار، أخضع الفلسطينيون لسيطرة دول مجاورة وللاحتلال، قاوم الفلسطينيون باختلاف انتماءاتهم السياسية والعقائدية الاحتلال بالوسائل المدنية والعسكرية. فبعد أن اخضع السكان للانتداب البريطاني على فلسطين، ومع وجود وعد بلفور وتنامي الهجرة الصهيونية إلى فلسطين، قامت الثورة الفلسطينية الكبرى عام 1936؛ أكبر الثورات التي قام بها الفلسطينيون قبل قيام دولة إسرائيل؛ وتزامن ذلك مع اقتراحات لتقسيم فلسطين بحسب اقتراح لجنة بيل؛ فتأسست اللجنة العربية العليا من زعماء العشائر والأحزاب السياسية في 25 أبريل عام 1936 لتمثل السكان، لم يعترف الانتداب بهذا الجسم واعتبره خارج عن القانون عام 1937، كذلك تولدت في تلك الفترة أحزاب جديدة منها عصبة القسام السرية وعصبة التحرر الوطني بقيادة رضوان الحلو، وكتلة القوميين العرب، ومنظمتا النجادة والفتوة. في عام 1947 مررت عصبة الأمم قرار تقسيم فلسطين؛ وكانت اللجنة العربية العليا الثانية اعيد إنشائها عام 1945 وانحلت عمليا بنكبة 1948.
تأسست حكومة عموم فلسطين، وهي جسم فلسطيني أنشأته الجامعة العربية في 22 سبتمبر عام 1948، وحُل في عام 1959.
قامت منظمة التحرير الفلسطينية عام 1964 لتصبح ممثلة للشعب الفلسطيني المشتت دوليا، وجسما يتحرك بما سمي بالثورة الفلسطينية المعاصرة، ويمثل الفلسطينيين فيها عبر المجلس الوطني الفلسطيني، واللجنة التنفيذية له أضحت أعلى جسم تنفيذي في المنظمة، رئيسها ياسر عرفات حتى وفاته عام 2004، خلفه محمود عباس، وتعتبر ممثلة للشعب الفلسطيني عن عموم جسم منظمة التحرير ومنفذة لسياسات وقرارات السلطة الفلسطينية، وتدير منظمة التحرير ماليا وتمثل منظمة التحرير دوليا، وتتصرف بصفتها الحكومة الفلسطينية وتعمل على تأمين اعتراف دولي بدولة فلسطين.
نشأت العديد من الأحزاب والتنظيمات الفلسطينية بين فلسطينيي الشتات، فلسطينيي 48 وفلسطينيي الضفة الغربية وقطاع غزة، مثل حركة فتح والجبهة الشعبية لتحرير فلسطين وحركة الجهاد الإسلامي وحركة المقاومة الإسلامية (حماس) وغيرها بأهداف معلنة تتمثل تحرير الأرض وإخراج المستوطنين وعودة اللاجئين لديارهم.
تغيرت القوى التي أُخضع لها الفلسطينيون عام 1967، فسيطرت إسرائيل على الضفة الغربية وقطاع غزة وأخضعتهما لاحتلال عسكري يطالب المجتمع الدولي بانسحابها منهما وإنهاء الاحتلال طبقًا لمعاهدة جنيف و‌قرار مجلس الأمن 242.
هب الشعب الفلسطيني في الضفة الغربية وقطاع غزة ضد الاحتلال في انتفاضتين بمشاركة واسعة، الأولى عام 1987 (انتفاضة الحجارة) و‌الثانية عام 2000 التي شارك فيها فلسطينيو 48، وأطلق عليها انتفاضة الأقصى.
بدأت ممثلون للفلسطينيين بالتفاوض المعلن مع إسرائيل تحت إطار مؤتمر مدريد عام 1991 متعدد الأطراف (بما فيها الأردن وسوريا)؛ تبعها اتفاقية أوسلو الذي أبرمتها منظمة التحرير الفلسطينية مع إسرائيل بهدف إنهاء الاحتلال وإقامة السلام، وذلك عبر إطار سُمي حل الدولتين، توقع الفلسطينيون إنهاء احتلال إسرائيل لأراضيهم التي احتلتها عشية حرب 1967 مقابل إقامة السلام معها. إلا أن إسرائيل تنصلت من معظم هذه الاتفاقيات.
نظّم فلسطينيو 48 حركات وأحزاب مثل التجمع الوطني الديمقراطي والقائمة العربية الموحدة، وفي الضفة الغربية وقطاع غزة نُظمّت انتخابات تشريعية ورئاسية تحت إطار السلطة الفلسطينية في العام 1996 وثانية رئاسية عام 2005 وأخرى تشريعية عام 2006، حصلت في الأخيرة حركة حماس على معظم المقاعد، وحماس لم تكن تقليديا جزء من السلطة السياسية حيث كانت تهيمن عليها حركة فتح، الأمر الذي أدى على المدى البعيد إلى نشوء انقسام في السلطة السياسية بين الضفة الغربية وقطاع غزة.

## الثقافة

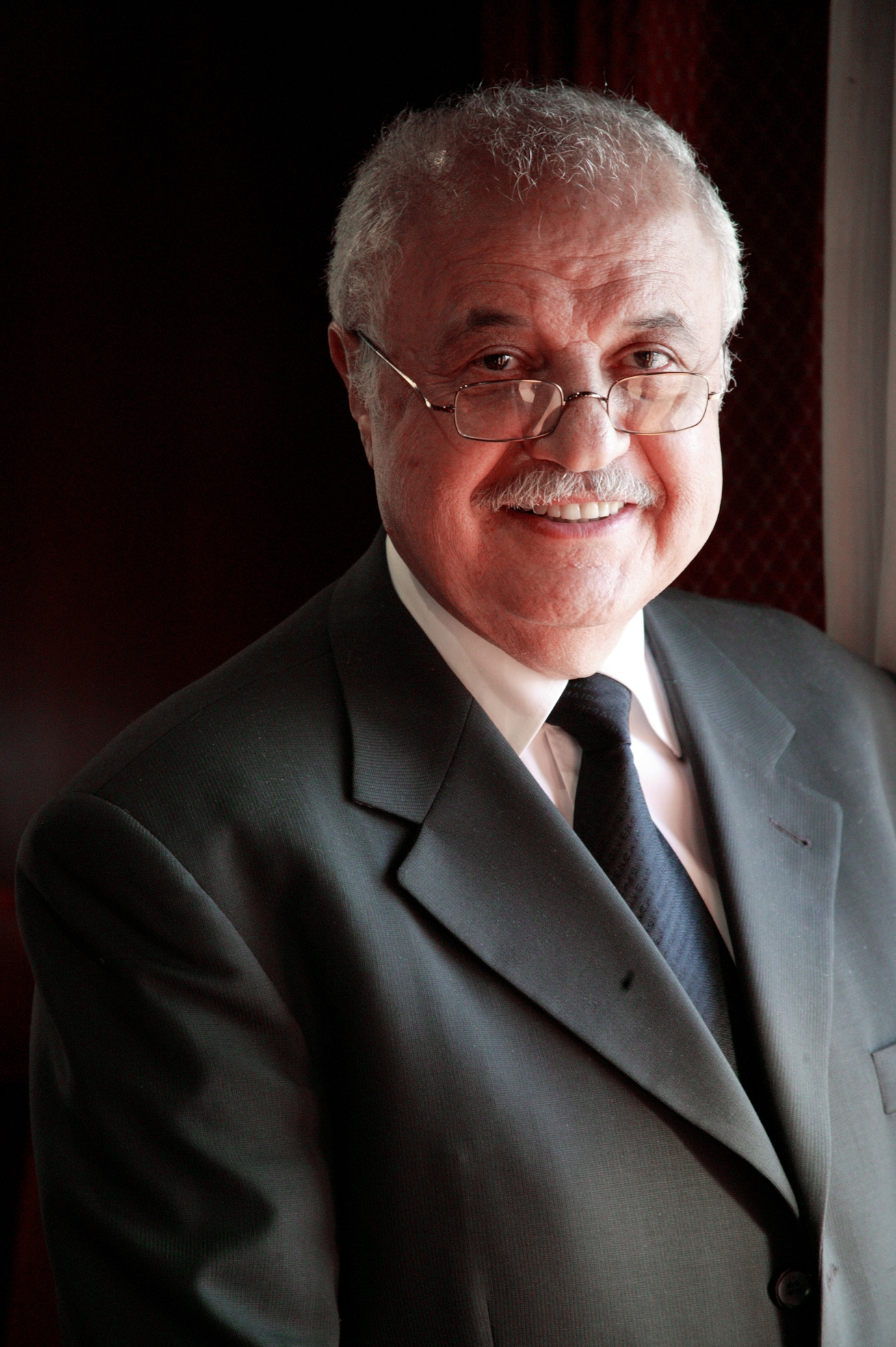
طلال أبو غزالة، مؤسس أكبر مجموعة شركات عربية في مجال الملكية الفكرية والخدمات القانونية.

اشتهر المثقفون الفلسطينيون في بدايات العصر الحديث، وتحديدًا في أواخر القرن التاسع عشر وأوائل القرن العشرين، كجزء لا يتجزأ من الأوساط الفكرية العربية المعاصرة، كما كانت مستويات التعليم بين الفلسطينيين منذ ذلك الوقت عالية جدًا.
توجد اليوم في الضفة الغربية و‌قطاع غزة نسبة عالية من المراهقين من السكان الملتحقين بالتعليم الثانوي. أدى هذا إلى أن يسجل الفلسطينيون أحد أكبر نسب التعليم ومحو الأمية بين جميع شعوب المنطقة العربية خلال الثلاثين سنة الفائتة. تُعتبر الثقافة الفلسطينية وثيقة الصلة مع الثقافات الشرقية القريبة، وبالأخص مع بلدان الجوار (الأردن، لبنان، سوريا، و‌مصر) وكثير من بلدان العالم العربي. لقد بدأت المساهمات الثقافية في مجالات الفن والأدب والموسيقى والأزياء والمطبخ تميز التجربة الفلسطينية عن نظيراتها العربية، والتي لازالت تزدهر، على الرغم من الفصل الجغرافي بين السكان الذي حدث بعد نكبة فلسطين، لتتجزأ الأرض بين الضفة الغربية و‌قطاع غزة وإسرائيل، بالإضافة إلى الشتات.

### العمارة

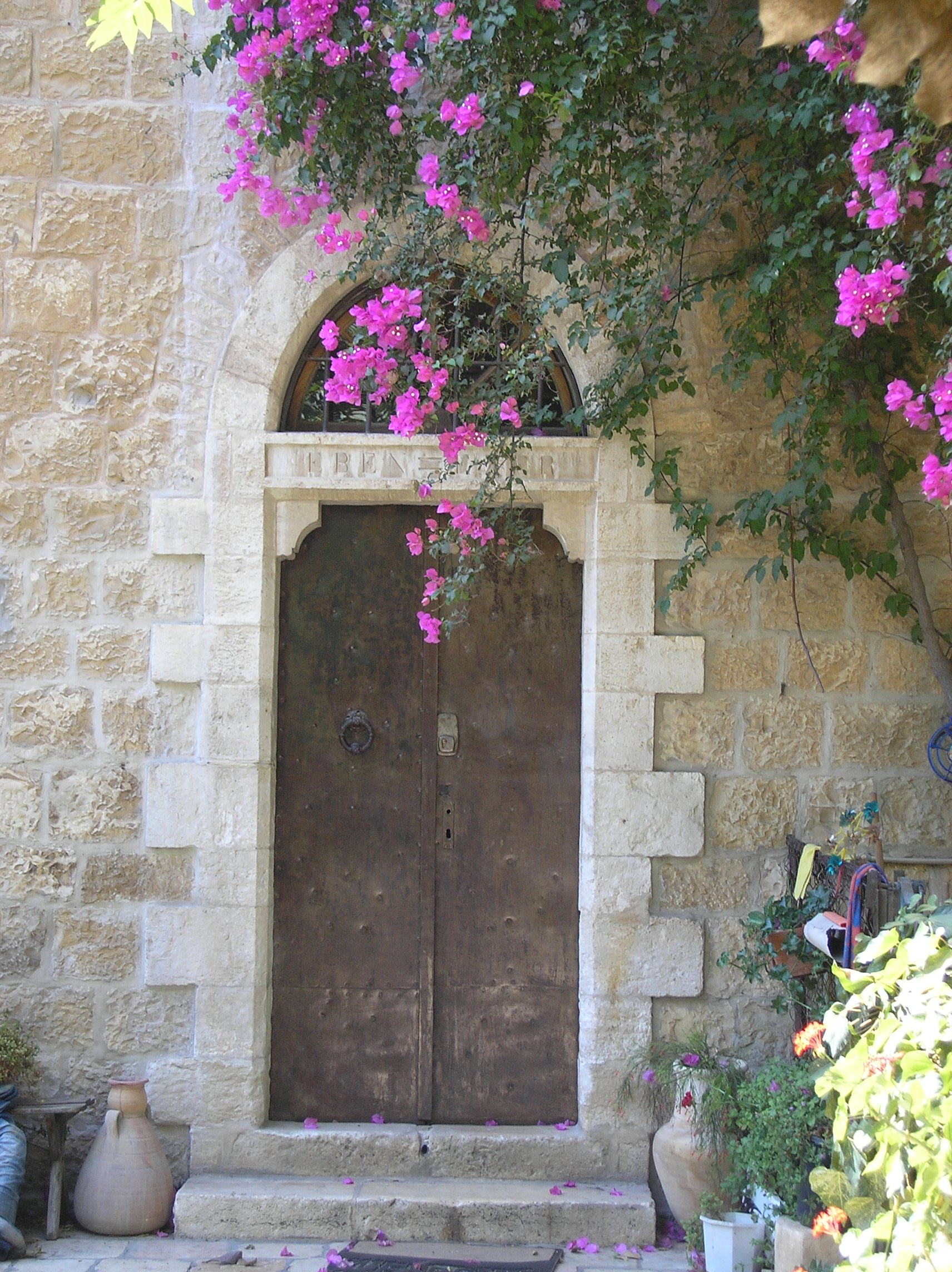
بيت مقدسي اُستخدم فيه حجر القدس.

لمدن فلسطين هوية معمارية متناقضة بين الطابع التراثي العربي القديم، و‌الطابع الحداثي الغربي الذي أتى به الغرب ثم اليهود المهاجرون من دول العالم (باستثناء الضفة وغزة) بعد حرب 1948 وتأسيس إسرائيل. إن العمارة الفلسطينية التقليدية هي مشابهة لأسلوب العمارة في المدن الشامية. كما أن التراث المعماري الفلسطيني في المدن بعد حرب 1948 يختلف عن العهد الذي سبقه من حيث العمران الحديث، حيث أن التراث المعماري الفلسطيني في الحقبة الأولى تميّز باعتماده على الحجر الكلسي وبساطته، بينما في الحقبة الثانية، تميّز بتألقه، وما تبقى منه قائمًا في أحياء المدن أجمع. ولقد تميز الإعمار العربي الفلسطيني في تلك الفترة ببناء شرفات فيها أعمدة رخامية، وعادةً ما كان عددها ثلاث فقط. ولقد نجح العرب بالحفاظ على العديد من المباني رغم قرار إسرائيل بهدم معظم المعالم التاريخية للمدينة، خاصة بعد حرب 1948. كما استعان سكان المدن داخل الخط الأخضر بمهندسين معماريين عربًا و‌يهودًا على حد سواء، إضافة للأجانب وبينهم الألمان الذين كانوا قد قدموا لمدن كحيفا. حيث ثمت اختلاف في الهندسة والعمران، من حيث الطابع العربي والطابع الأجنبي، فعلى سبيل المثال، حافظ العرب على الأعمدة الثلاث كطابع للبنيان العربي، دامجين مع ذلك «مطلع درج» كما هو معهود في العمران الأوروبي – المودرني. كما أنه في العديد من أنحاء أوروبا لم ينجح هذا الأسلوب، بينما في مدن فلسطينية كثيرة بقيت هذه المباني وهذا الطابع المودرني كما هو وحوفظ عليه.

المعمار راسم بدران، الأردن.

أما في مدن الضفة الغربية، فيسود طرازان معماريان مختلفان: الطراز القديم السائد في البلدات القديمة حيث القباب والجدران السميكة المبنية من الحجر الكلسي والشبابيك والأبواب على شكل أقواس، كما تكون المباني فيها ملتصقة ببعضها ومتراصة وشوارعها ضيقة ومقسمة إلى حارات لكي يسهل الدفاع عنها. أما الطراز الثاني فهو الطراز الحديث السائد في مناطق السكن الجديدة حيث البيوت الحديثة المستقلة أو العمارات المكونة من طبقات. وتعتبر هذه المدن سكنية إلى حد كبير، بالإضافة لكونها مراكز تجارية وزراعية، إلا أن طابع المنازل والبنايات السكنية يغلب عليها. ويختلف حجم البناء ومساحة المساكن في هذه المدن فبلغ متوسط عدد الغرف في المدن الفلسطينية هو 3.6 غرفة، وقد يعود هذا إلى عدد من العوامل منها العادات والتقاليد، حيث أن البناء حجمه وشكله ومادته كلها تعزز القيمة الاجتماعية للأسرة. ويظهر ذلك بوضوح عند الذين تركوا الأرياف ثم انتقلوا إلى السكن في المدن، كما للدخل دور في عدد الغرف بالمسكن.؟

### الفن

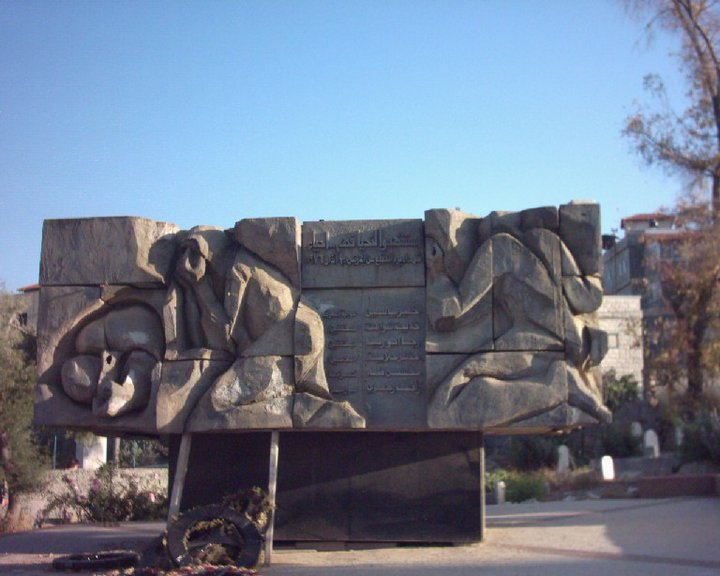
جدارية يوم الأرض في سخنين.

يمتد مجال الإبداع الفلسطيني في الفنون على امتداد أربع مراكز جغرافية رئيسية  الضفة الغربية و‌قطاع غزة، إسرائيل، والشتات الفلسطيني في الوطن العربي، الشتات الفلسطيني في أوروبا، و‌الولايات المتحدة و‌أمريكا اللاتينية، وأماكن أخرى. ويتجذر الفن الفلسطيني المعاصر في الفنون الشعبية التقليدية المسيحية والإسلامية، والتي تعكس اللوحة الشعبية في فلسطين عبر العصور. بعد نزوح الفلسطينيين عام 1948، هيمنت على الفلسطينيين المواضيع الوطنية واستخدام مختلف وسائل الإعلام للتعبير عن صلة الفلسطيني بأرضه ووطنه.

### المطبخ
عمومًا، يتشابه المطبخ الفلسطيني إلى حد كبير مع فن الطبخ مع مناطق بلاد الشام الأخرى. ويُعد المسخن أحد أشهر الأطباق الفلسطينية. ينعكس تاريخ فلسطين من حكم امبراطوريات كثيرة مختلفة على المطبخ الفلسطيني بشكل واضح، حيث استفادت البلاد من مختلف المساهمات والتبادلات الثقافية. كما تأثرت الأطباق الفلسطينية بثلاث ثقافات إسلامية رئيسية، هي: العرب، الفرس و‌الأتراك. لقد أثر الحكم العربي لبلاد الشام على تقاليد الطهي البسيطة التي تستند في المقام الأول على استخدام الأرز، و‌الضأن و‌اللبن الزبادي. كما بدأت الثقافة الفارسية بالتأثير على المطبخ في المنطقة منذ العصر العباسي فصاعدًا. كما تأثر المطبخ الفلسطيني بالأتراك كثيرًا، بحكم سيطرتهم على بلاد الشام لفترة 4 قرون تقريبًا، حتى عام 1917.

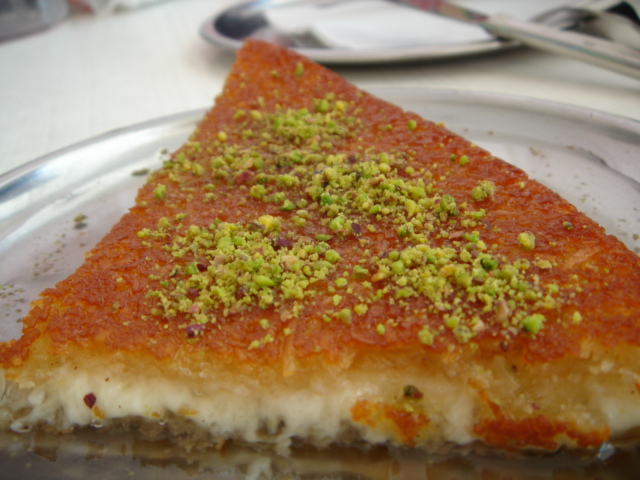
كنافة نابلسية
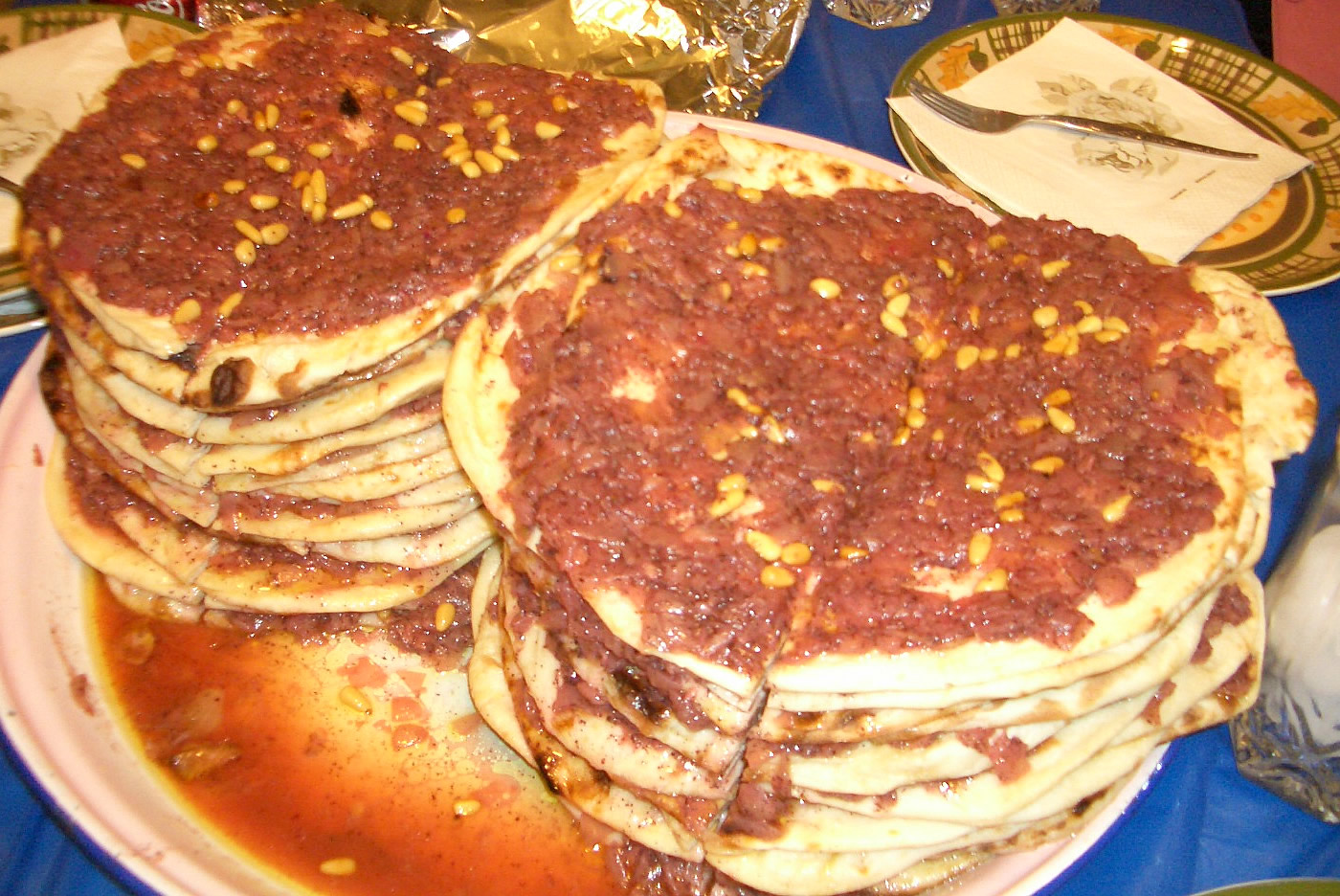
المسخن
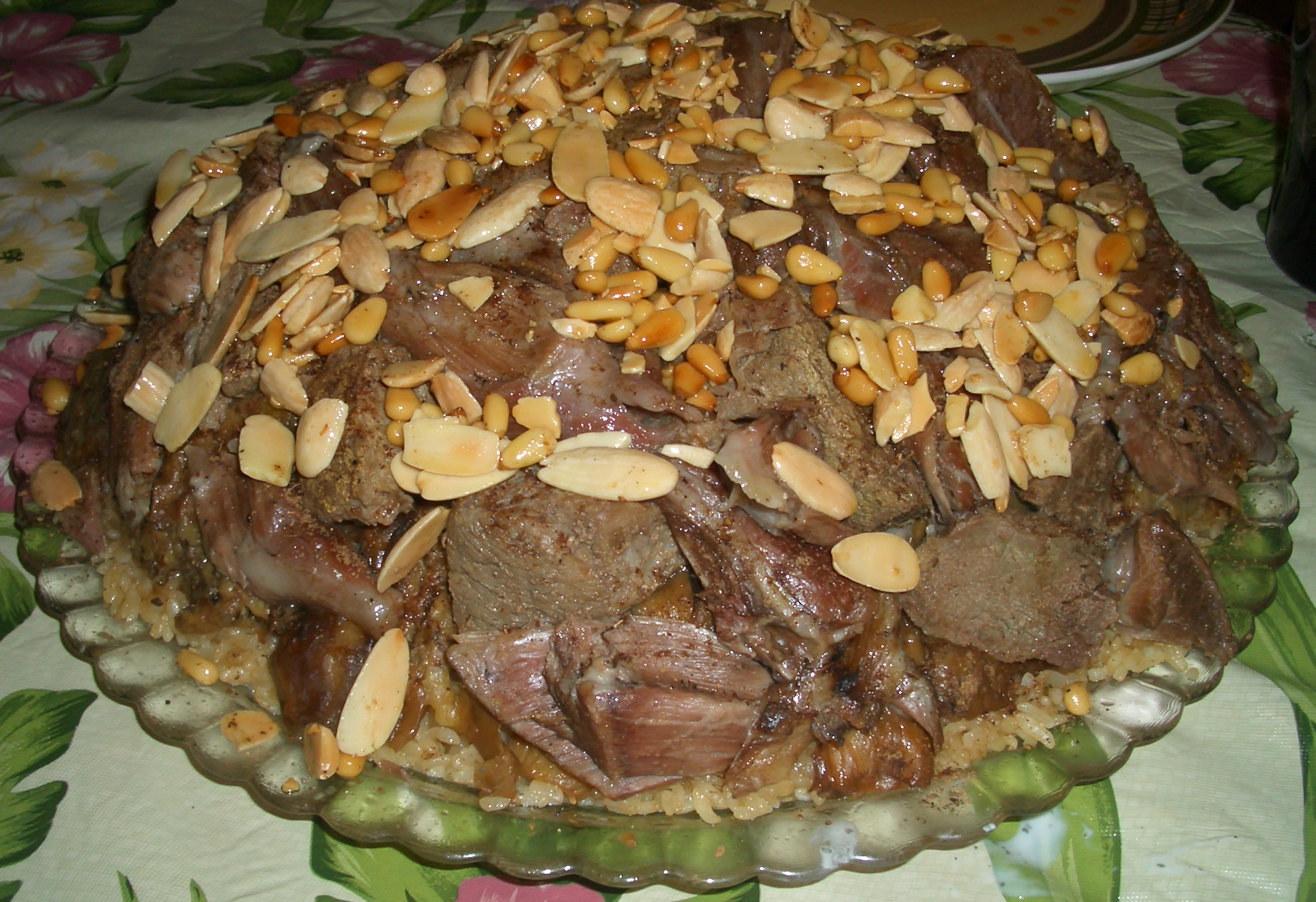
المقلوبة
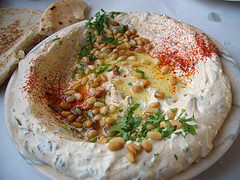
حمص بطحينة

### الأدب

غلاف كتاب الاستشراق لإدوارد سعيد.

يركز الأدب الفلسطيني بشكل رئيسي على الروايات العربية، والقصص القصيرة والقصائد الشعرية، والتي أنتجها فلسطينيون في جميع أنحاء العالم. يشكل هذه الأدب جزءاً من أدب أوسع هو الأدب العربي، وغالبًا ما يتميز الأدب الفلسطيني المعاصر من خلال شعور الأدباء المتزايد بالسخرية واستكشاف موضوعات وقضايا الهوية الوجودية ومقاومة الاحتلال والمنفى وخسارة الأرض، والحب والشوق للوطن.
وبعكس كثير من الآداب العربية الأخرى، كان الأدب الفلسطيني عمومًا منذ النكبة عام 1948 يُنتج من أماكن خارج فلسطين التاريخية، في حين كان الأدب المصري مثلاً يُكتب في مصر. ومنذ تأسيس إسرائيل على أرض فلسطين، أصبح الأدب الفلسطيني يشير إلى الأدباء الفلسطينيين في جميع أنحاء العالم بغض النظر عن مكان إقامتهم.
بعد حرب 1967، اقتنع معظم النقاد بوجود ثلاثة فروع للأدب الفلسطيني، حيث انقسم حسب الموقع الجغرافي: الأول من داخل إسرائيل، الثاني من الأراضي المحتلة، بينما الثالث من أماكن تواجد الشتات الفلسطيني في جميع أنحاء الشرق الأوسط والعالم.

### السينما

الجنة الآن ترشح للأوسكار.

بدأت السينما تدخل فلسطين في العشرينات والثلاثينات من القرن العشرين. وتمثل السينما الفلسطينية الأفلام السينمائية التسجيلية والروائية التي أنتجها العرب الفلسطينيون في فلسطين التاريخية قبل عام 1948، أو تلك التي أنتجها الفلسطينيون بعد 1948 في فلسطين والشتات. يدخل في السينما الفلسطينية الأفلام التي أنتجها أشخاص من عرب الداخل الذين يحملون الجنسية الإسرائيلية خاصة إذا تناولت القضية الفلسطينية. حاليًا، يدعم الاتحاد الأوروبي العديد من الأفلام الفلسطينية. ويُترجَم بعضها للغة الإنجليزية، الفرنسية أو العبرية.
لقد اُنتج أكثر من 800 فلم عن الفلسطينيين، و‌القضية الفلسطينية، والمواضيع الأخرى ذات الصلة. تعود بدايات السينما الفلسطينية إلى ثلاثينات القرن العشرين. وقد كانت البدايات مبادرات فردية لبعض الأشخاص الذين اقتنوا معدات سينمائية وقاموا بتصوير أفلام.
من بين الرواد كان إبراهيم حسن سرحان الذي قام عام 1935 بتصوير فيلم مدته 20 دقيقة عن زيارة الملك عبد العزيز آل سعود لفلسطين وتنقله بين اللد و‌يافا. كما قام بصنع فيلم روائي بعنوان «أحلام تحققت» (بالاشتراك مع جمال الأصفر) وفيلم وثائقي عن عضو الهيئة العربية العليا أحمد حلمي عبد الباقي. بعد هذه البداية قام إبراهيم سرحان بتأسيس «ستوديو فلسطين» وقام بإنتاج فيلم روائي بعنوان «عاصفة في بيت» وأنتج بعض الأفلام الإعلانية القصيرة إلى أن نزح إلى الأردن عام 1948.
أما اليوم، فهناك عدد كبير من الأفلام الفلسطينية التي وصل بعضها للعالمية بترشحه لجوائز مهمة كالأوسكار. من أهم تلك الأفلام: عمر، أمريكا، أولاد آرنا، البحر من أمامكم، الجنة الآن، المتبقي، جنين، جنين، سجل اختفاء، شباك العنكبوت، لمّا شفتك، و‌يد إلهية.

### الصناعات التقليدية

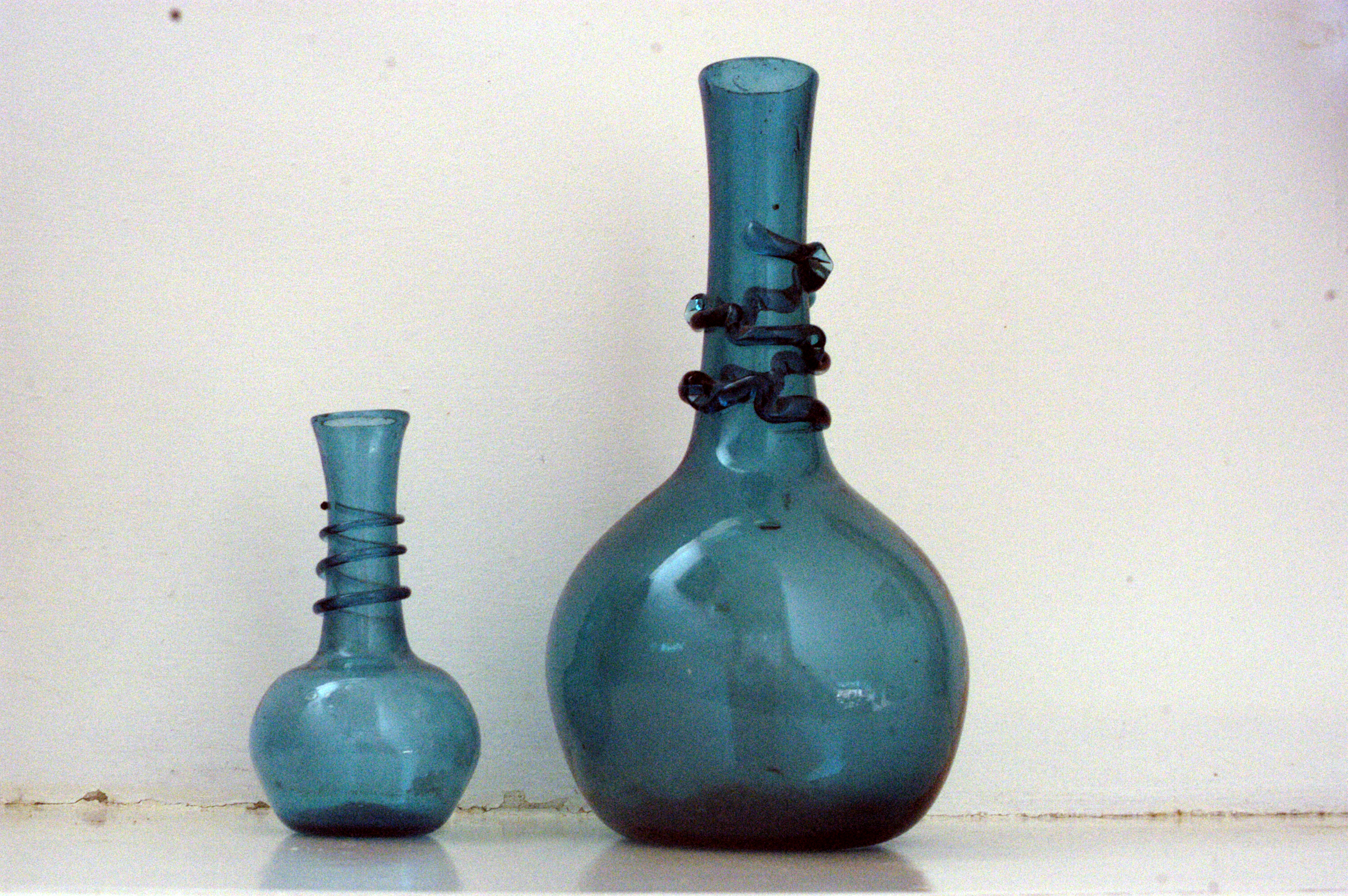
زجاج الخليل حوالي عام 1960.

يوجد تنوع كبير في صناعة الحرف اليدوية في فلسطين، كثير منها قد أُنتج من قبل العرب في فلسطين منذ مئات من السنين، ولا يزال يُنتج إلى اليوم. وتشمل الحرف الفلسطينية، الحرف اليدوية والتطريز والنسيج والخزف و‌صناعة الصابون والزجاج والمنحوتات المصنوعة من خشب الزيتون والمنحوتات اللؤلؤية، وغيرها.

### الشعر
يشكل الشعر الفلسطيني، باستخدام الشعراء للكلاسيكية، شكلاً من أشكال الفن. كثيرًا ما يمتاز الشعر الفلسطيني بالكتابة بقوة عن المحبة وفقدان الشعور والحنين للوطن الضائع. ويُعتبر الشعراء الفلسطينيين جزءاً من التقاليد المحلية الشعبية الفلسطينية، حيث يتلون القصائد التي هي سمة من سمات كل مدينة فلسطينية.
تحول الشعر الفلسطيني بعد ترحيل الفلسطينيين عام 1948، إلى وسيلة للنشاط السياسي. وقد برز عدد من شعراء الداخل، والذين اشتهروا بأدب المقاومة مثل محمود درويش، سميح القاسم، و‌توفيق زياد. وقد كانت أعمال الشعراء من عرب 48 غير معروفة كثيرًا لسكان الوطن العربي لسنوات، بسبب عدم وجود علاقات دبلوماسية بين إسرائيل والحكومات العربية. لكن الوضع تغير بعد كتابات غسان كنفاني، الكاتب الفلسطيني المنفي في لبنان، حيث نُشرت مختارات من أعماله في عام 1966.
كما ظهر عدد كبير من الشعراء الفلسطينيين المعروفين في الشتات، بعضهم من سكان مخيمات اللاجئين مثل إبراهيم نصر الله، الذين قدموا مساهمات في العديد من الميادين، وهذا يدل على تنوع الخبرة والفكر وبين الفلسطينيين.

### الفلكلور

دبكة فلسطينية في حيفا.

يشكل الفلكلور الفلسطيني الصورة التي تعبر عن الثقافة، بما فيها الحكايات، الموسيقى، الرقص، الأساطير، التاريخ الشفوي، الأمثال، النكت، والمعتقدات الشعبية، العادات، والتقاليد التي تتألف منها (بما في التقاليد الشفوية) للثقافة الفلسطينية.
وتشكل الحكاية الفلسطينية، التي أدرجتها منظمة اليونسكو ضمن قائمة روائع التراث الثقافي اللامادي الإنساني، صورةً عن البنية الاجتماعيّة التي تتعلّق مباشرةً بحياة المرأة الفلسطينية. ويشكّل التمزّق المتواصل في الحياة الاجتماعيّة على الأراضي الفلسطينيّة بسبب الاحتلال تهديدًا آخر لاستمرار تقليد الحكاية.
إن إحياء الفلكلور بين المثقفين الفلسطينيين يعكس اهتمام المثقف الفلسطيني بهذا الفلكلور. كما أن الفولكلور الفلسطيني له جذور ثقافية تعود إلى ما قبل الإسلام (وقبل العبرانية)، حيث يتم إعادة بناء الهوية الفلسطينية مع التركيز على الثقافات الكنعانية واليبوسية. ويبدو أن هذه الجهود قد آتت ثمارها كما يتضح في تنظيم الاحتفالات مثل مهرجان قباطية ومهرجان الكنعانية والمهرجان السنوي للموسيقى ومهرجان يبوس من قبل وزارة الثقافة الفلسطينية. تشكل الدبكة المعلم الرئيسي في مجال فن الرقص الجماعي التقليدي في فلسطين والمنطقة عمومًا. والذي يمتد جذوره إلى زمن الكنعانيين والفينيقيين للاحتفال في أيام الأعياد. تتميز الدبكة بتزامن القفز، والتي يؤديها الرجال والنساء.

### الأزياء

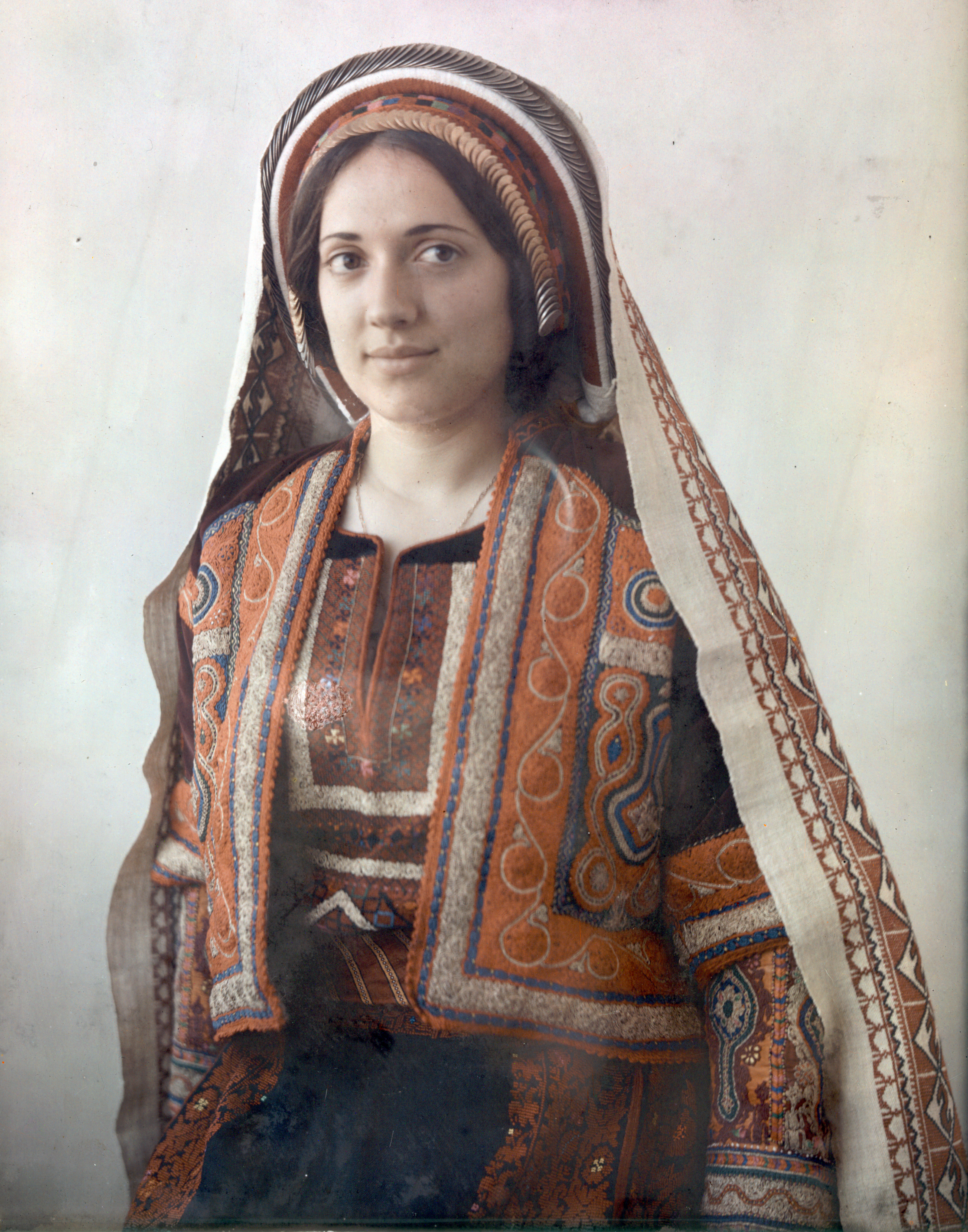
سيدة من رام الله ترتدي الثوب الفلسطيني.

يُعتبر الثوب الفلسطيني جزءاً من ثقافة الشعب الفلسطيني وتراثه الشعبي على امتداد تواجده في فلسطين التاريخية والعالم، بحيث يمثل كل ثوب جزء من هذه الثقافة سواءً كانت مدنية أو فلاحية أو بدوية. ويرتبط تراث فلسطين بتنوع جغرافيتها، فالتراث في المناطق الجبلية يختلف عنه في المناطق الساحلية وفي الصحراوية فكل منطقة لها تراث خاص بها وعادات وتقاليد تميزها عن غيرها.
لقد كتب الكثير من المسافرين إلى فلسطين خلال القرن التاسع عشر والعشرين عن الأزياء التقليدية الفلسطينية وخاصة الثوب الفلاحي النسائي في الريف الفلسطيني. وتكاد تمتاز كل مدينة فلسطينية عن الأخرى بنوع التطريز مثل بيت لحم و‌القدس و‌يافا و‌غزة. ورغم هذه الاختلافات المحلية والإقليمية التي اختفت إلى حد كبير بعد عام 1948 ونزوح الفلسطينيين، إلا أن التطريز والملابس الفلسطينية لازالت تُنتج في أشكال جديدة إلى جانب الثياب الإسلامية والموضات الغربية. لقد كان التطريز تقليديًا محصورًا بالإناث،  والذي كان سمة أساسية من الأزياء الفلسطينية التقليدية لمئات السنين. كما أن هناك نوعان رئيسيان من التطريز.

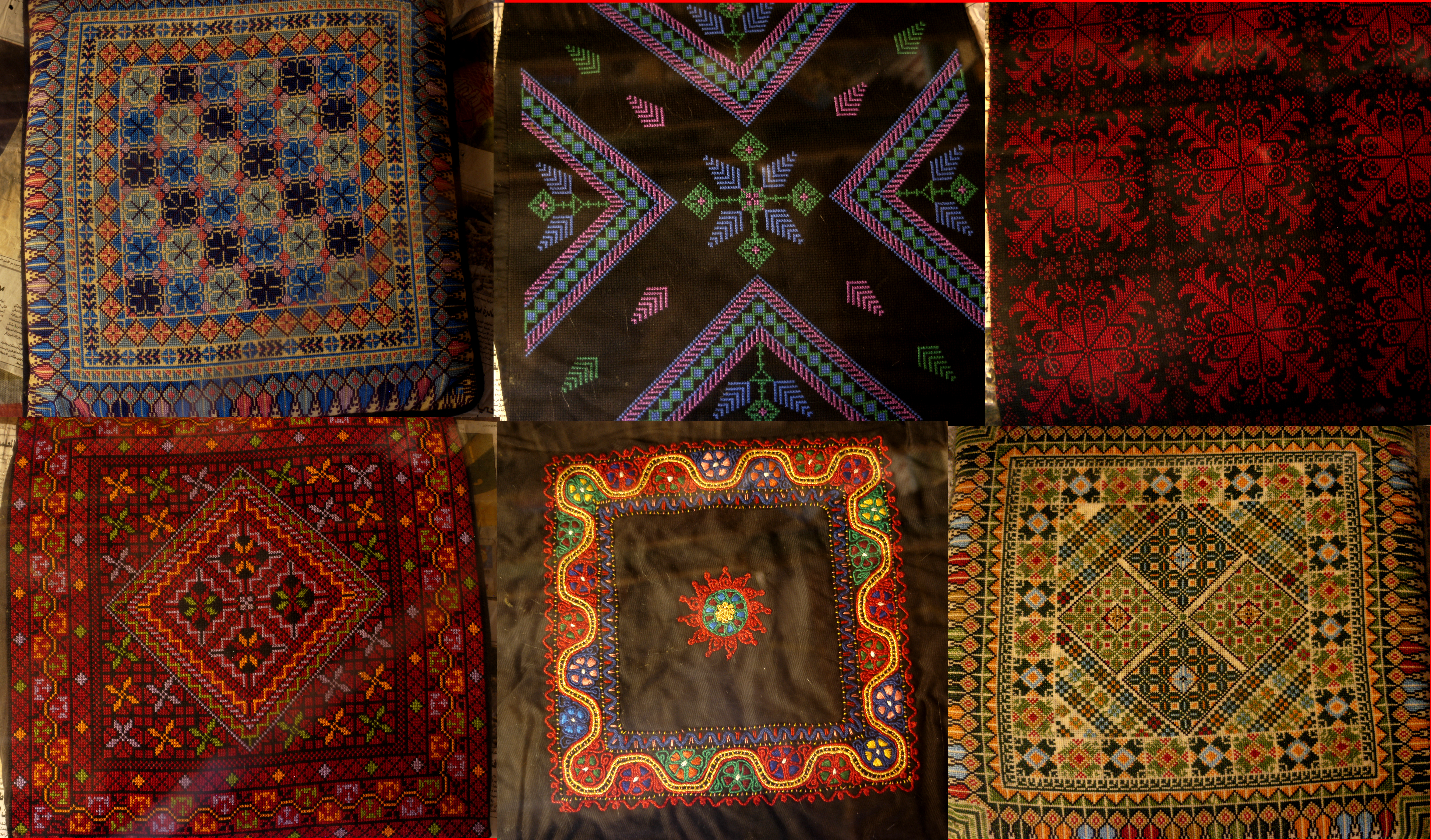
التطريز الفلسطيني.

كان إنتاج القماش المخصص لتطريز الأزياء التقليدية الفلسطينية، والمخصص للتصدير إلى جميع أنحاء العالم العربي صناعة رئيسية من صناعات مدينة المجدل (عسقلان)، التي دمرتها القوات الإسرائيلية بعد حرب 1948. ويُعتبر النسيج المجدلاوي، أحد أجود أنواع النسيج الفلسطيني. وقد تواصلت حرفة النسيج المجدلاوي كجزء من مشروع الحفاظ على التراث الثقافي التي تديره منظمة الحرف بجمعية أطفالنا وقرية الفنون والحرف في مدينة غزة.
وقد كانت غزة نفسها مركزًا لإنتاج القماش، ومشهورة بالحرير الناعم المنتج هناك. وقد كان يُصدر إلى أوروبا منذ القرن الثالث عشر. يعرف القماش هناك اليوم باسم «الشاش».

### الموسيقى

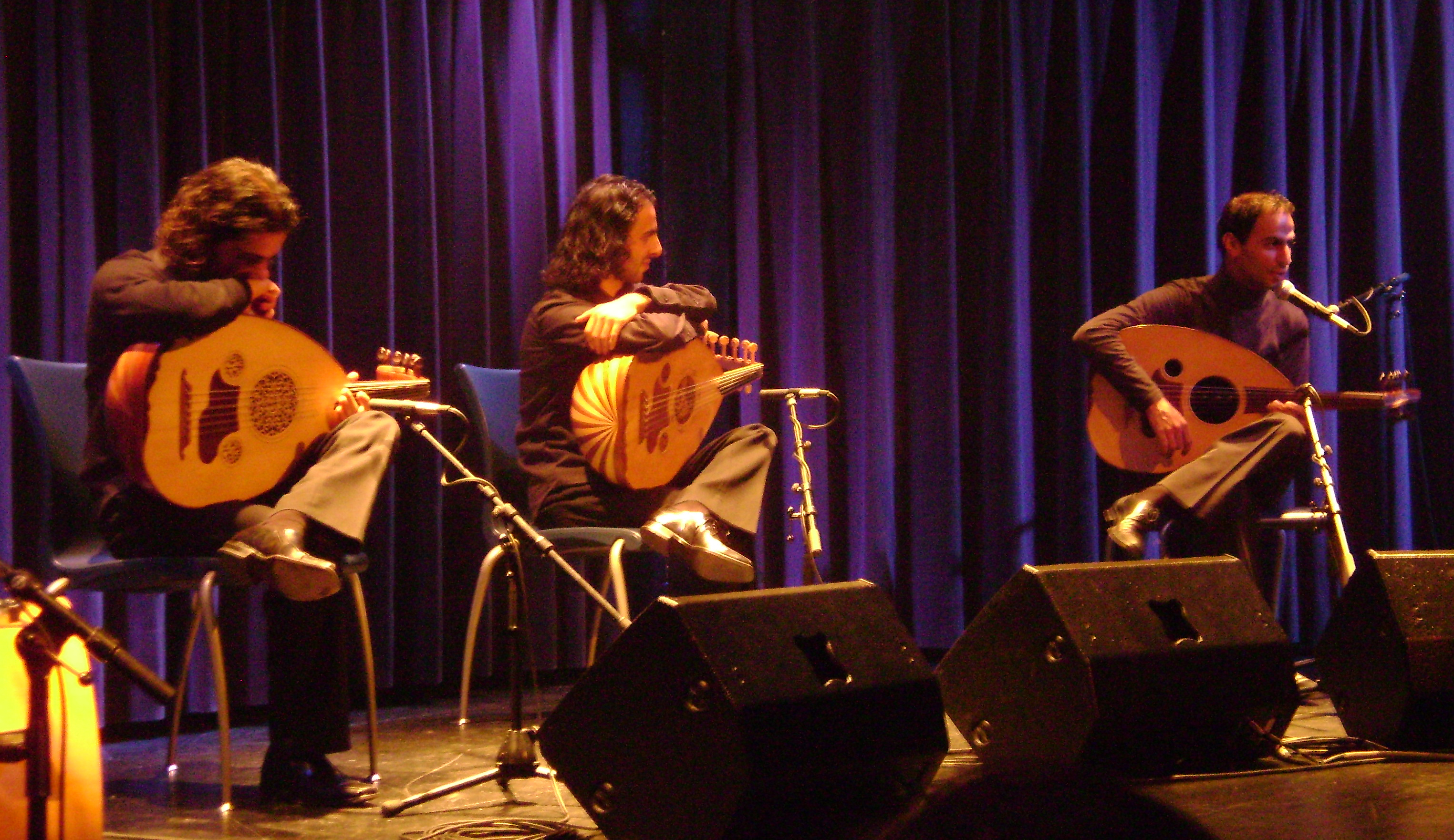
الثلاثي جبران، من أشهر عازفي العود.

تُعتبر الموسيقى الفلسطينية أحد فروع الموسيقى العربية المعروفة في جميع أنحاء العالم العربي والعالم. ولقد ظهرت موجة جديدة من الفنانين من الذي يتناولون مواضيع فلسطينية متميزة، خاصةً بعد هجرة الفلسطينيين عام 1948، والمتعلقة بأحلام الدولة المزدهرة والمشاعر القومية، بالإضافة إلى الزجل والعتابا، والأغاني التقليدية الفلسطينية، الشامية مثل: عالروزنة، ظريف الطول، ميجانة، الدلعونة، السحجة والزغاريت.
تُعتبر الـعتابا، شكلاً من أشكال الغناء الشعبي المنتشر خارج فلسطين. وهي تتألف من 4 مقاطع شعرية، ويتمثل الجانب الرئيسي منها بأن ينتهي المقطع الأول بنفس الكلمة لثلاثة مواضيع مختلفة، ويأتي المقطع الرابع بالاستنتاج إلى الأمر برمته. في العادة تلي العتابا الدلعونة. من جانب آخر، يُعد كل من اليرغول والمجوز والدربوكة والبزق والربابة من أشهر آلات العزف في التراث الفلسطيني، إلى جانب العود والقانون والدف وغيرها من الآلات الشرقية الأخرى المستخدمة في المنطقة منذ آلاف السنين.

## الاقتصاد

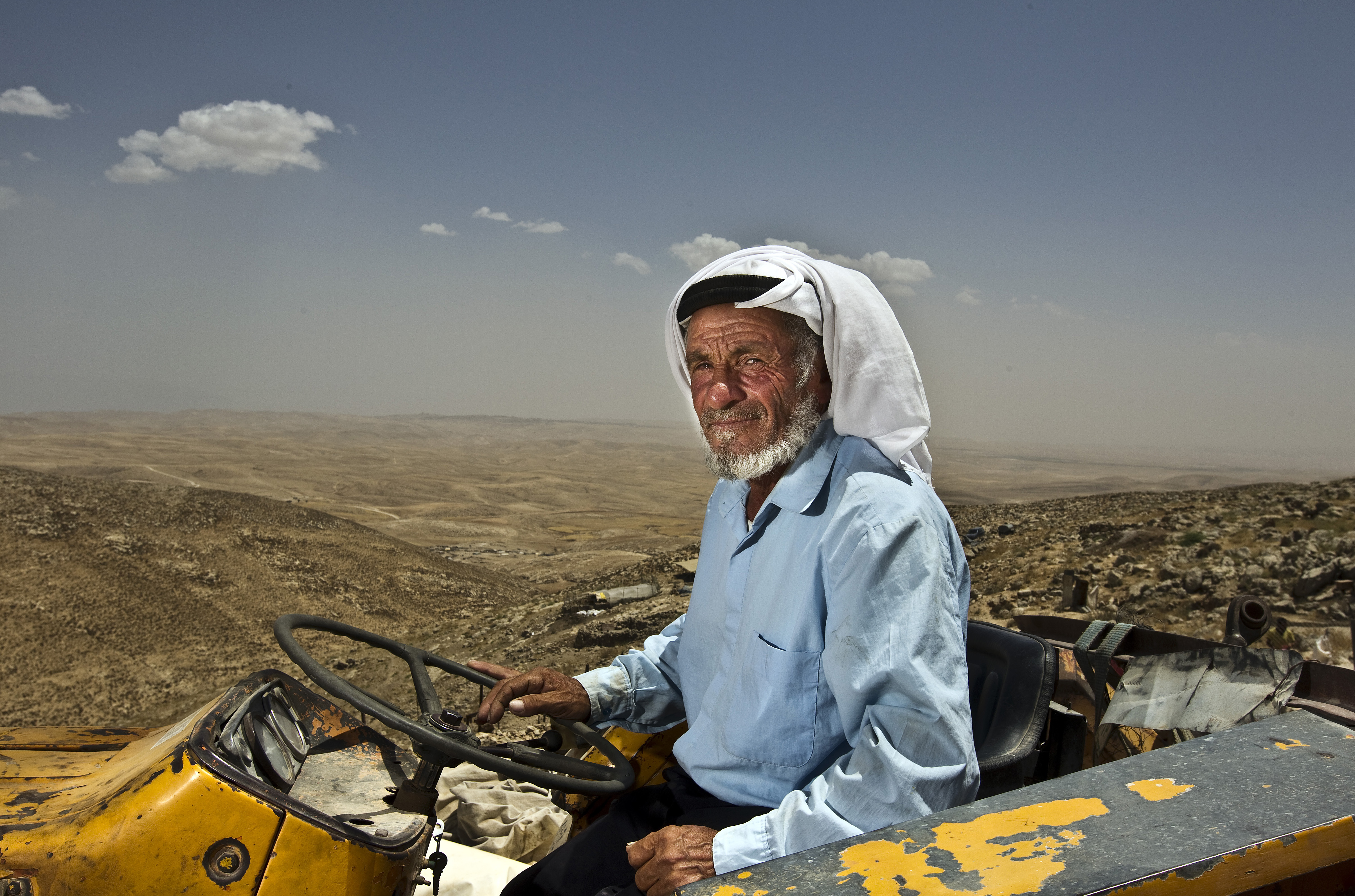
مسن يقود محراثًا في الخليل. يجري في هذه المنطقة صراع لتهجير السكان البدو وبناء مستوطنات إسرائيلية.

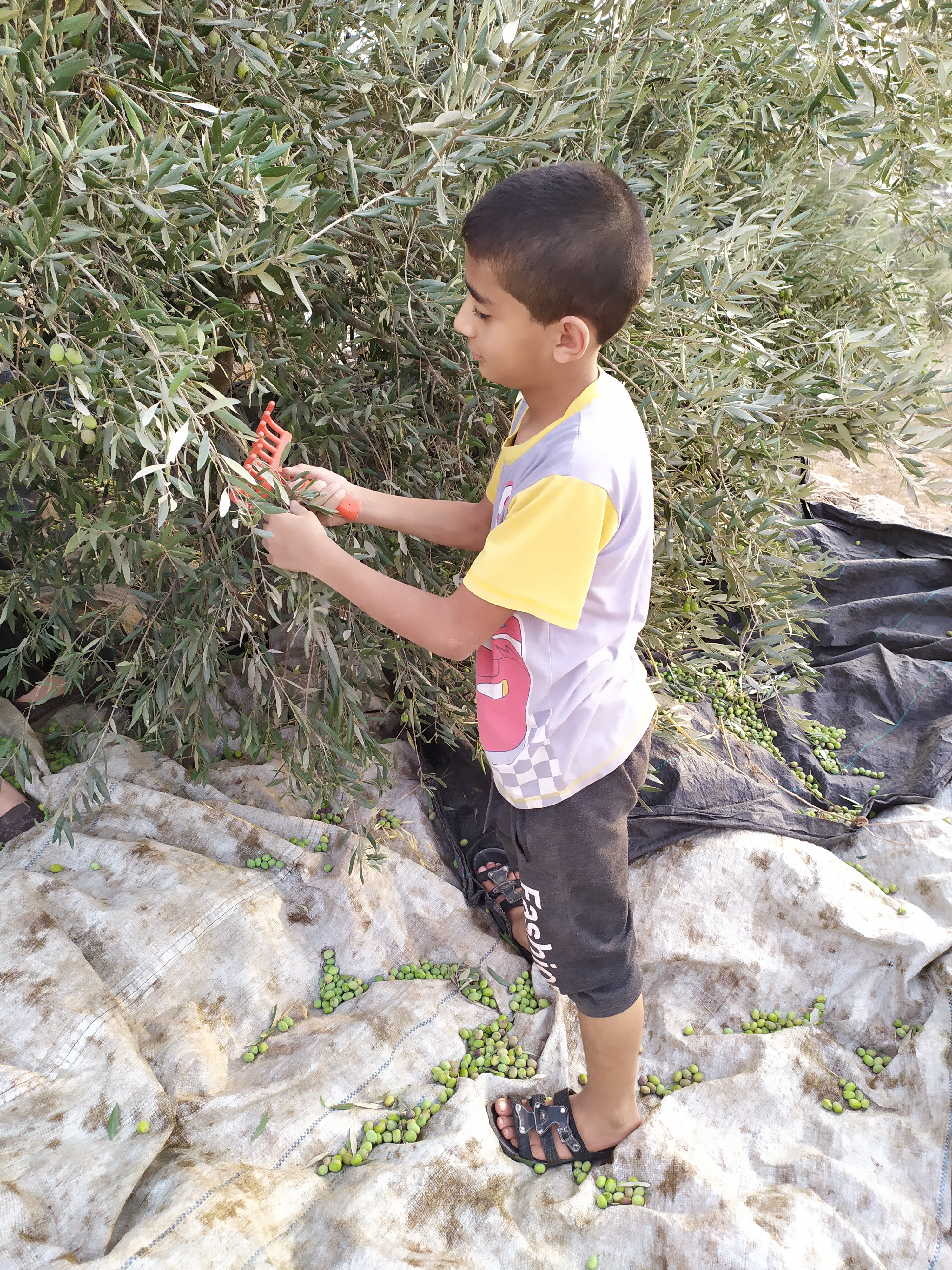
قطف ثمار الزيتون، أحد المصادر الأساسية في المجتمع الفلسطيني

مارس الفلسطينيون الصناعة والزراعة والتجارة منذ زمن طويل. بالنسبة للقطاع الزراعي، فيمتاز بنظام إنتاجي مكثف يعود إلى ضرورة التعويض عن شح الموارد الطبيعية. وتمثل الزراعة القطاع الإنتاجي السلعي الرئيسي في الضفة الغربية، فهي تسهم بـ 27% من إجمالي الناتج المحلي الإجمالي، و37% من الأيدي العاملة. أما في قطاع غزة، فقد تراجعت مساهمة القطاع الزراعي في الناتج المحلي أيضًا. ويعود هذا الانخفاض إلى سياسة إسرائيل في مصادرة الأراضي والتحكم بكميات المياه المتاحة وتشجيع العمالة الزراعية على هجرة حرفة الزراعة. أما بالنسبة للقطاع الصناعي، فيُعتبر حاليًا متواضعًا بسبب الاحتلال، بعد أن كانت المصانع الفلسطينية مزدهرة قبل النكبة عام 1948.
ويعتمد اقتصاد الضفة الغربية و‌قطاع غزة اليوم على المساعدات الخارجية كثيرًا، نتيجة للاحتلال الإسرائيلي. وتوفر تلك المساعدات الخارجية الخدمات الأساسية لما يقرب من نصف الفلسطينيين داخل الأراضي الفلسطينية، وتسمح للسلطة الفلسطينية على العمل ودفع رواتب لنحو 140,000 موظف. ويُستخدم حاليًا في الأراضي الفلسطينية الدينار الأردني و‌الدولار الأمريكي إلى جانب الشيكل كوضع مؤقت، بعدما كانت العملة الوطنية لفلسطين التاريخية قبل حرب 1948 هي الجنيه الفلسطيني.
أما خارجيًا، فلقد لعب الفلسطينيون بعد النكبة عام 1948 دورًا بارزًا في تطور اقتصادات الدول المجاورة، وخصوصًا لبنان و‌الأردن و‌دول الخليج. فبالنسبة للاقتصاد اللبناني، برز دور لكثير من الفلسطينيين كان لهم شأن كبير في الازدهار اللبناني أمثال يوسف بيدس مؤسس بنك انترا و‌كازينو لبنان و‌طيران الشرق الأوسط واستديو بعلبك، كذلك حسيب الصباغ و‌سعيد خوري مؤسسا شركة اتحاد المقاولين، وغيرهم الكثير.
أما بالنسبة للاقتصاد الأردني، فقد انتعش أكثر من مرة بقدوم الفلسطينيين، كان أولها بعد عام 1948، حيث انتقلت إدارة البنك العربي من القدس إلى عمان. وانتقلت أيضًا رؤوس الأموال في السنوات اللاحقة، كان من أهمها عودة 200,000 أردني من أصل فلسطيني من الكويت إلى الأردن بين عاميّ 1991 و1992.
أما بالنسبة لاقتصاد الكويت، فقد أسهم الفلسطينيون في تطويره منذ ثلاثينيات القرن العشرين، حيث كان أغلب مهندسيّ النفط في بداية عهده من الفلسطينيين. وعلى الصعيد التجاري والاستثماري، كان الفلسطينيون مسؤولين عن إدارة استثمارات في الكويت تقدر بمليارات الدولارات، وساهموا في تأسيس كثير من الشركات المعروفة في الكويت ومساندة الاقتصاد الوطني الكويتي. بعد الغزو العراقي للكويت خرج عدد كبير من الفلسطينيين من الكويت، وبقي نحو 6% منهم، وما زال منهم حتى اليوم من يملك شركات من أكبر الشركات الكويتية إما بالكامل أو بنسب وحصص متفاوتة.

## الرياضة

شعار نادي ديبورتيفو بالستينو، يلعب بدوري الدرجة الأولى في تشيلي.

سيارة سباق فلسطينية بخان يونس.

كان للرياضة في فلسطين شأنٌ منذ فترة طويلة. ازدهرت الكرة الفلسطينية في بداية الثلاثينيات و‌الأربعينيات ونشأت العديد من الفرق الفلسطينية. ولقد أصبحت فلسطين عضوًا في الفيفا عام 1929.
وشهدت الفترة ذاتها تطورًا ملحوظًا للكرة الفلسطينية، حيث أقيمت المباريات الرسمية والودية على ملاعب القدس و‌يافا و‌حيفا و‌غزة و‌الخليل وغيرها من المدن الفلسطينية، إضافة إلى استضافة الفرق العربية من الدول المجاورة سورية و‌لبنان و‌مصر و‌الأردن. بعد أحداث النكبة عام 1948، ونتيجةً لتهجير الشعب الفلسطيني من أرضه، تشتت نجوم الكرة الفلسطينية في مخيمات اللاجئين في العديد من الدول العربية المجاورة والشتات.
ما لبثت الكرة الفلسطينية ان استعادت عافيتها من جديد وظهرت فرق فلسطينية جديدة في فلسطين والشتات كان أساسها اللاعبون النازحون من المدن الفلسطينية الرئيسة، وكانت أول مشاركة فلسطينية على المستوى العربي مشاركة المنتخب الفلسطيني القادم من غزة ولاعبي الشتات في الدورة العربية الأولى بالإسكندرية عام 1953، والدورات العربية اللاحقة. وكان الإنجاز الأكبر للكرة الفلسطينية وصولها إلى المربع الذهبي في الدورة العربية الرابعة بالقاهرة عام 1964. وشهد قطاع غزة في سنوات الستينيات تقدمًا كرويًا في ظل انتظام المسابقات الرسمية للدوري والكأس، حيث شاركت الفرق الفلسطينية في الضفة الغربية بمسابقات الدوري الأردني.
وبعد تأسيس السلطة الفلسطينية في عام 1994، بدأ الفلسطينيون بإعادة البنى التحتية الرياضية في المدن الفلسطينية. وتلعب اليوم عدة أندية فلسطينية ضمن الدوري الفلسطيني الممتاز في كرة القدم. كما يوجد في مدن الضفة الغربية وقطاع غزة عدة ملاعب تتسع لعدة آلاف.
ويُقام في مدينة رام الله سباق ماراثون يحمل اسم «القدس عاصمة فلسطين الأبدية»، وذلك رداً على سباق مماثل أقيم في المدينة المحتلة بمشاركة آلاف العدائين الإسرائيليين والأجانب وسط موجة غضب في الشارع الفلسطيني. كما يهتم الشباب الفلسطيني بعدد من الرياضات الأخرى مثل كرة السلة، وتوجد في الخليل أكبر صالة رياضية مغلقة في الأراضي الفلسطينية. كما قام عدد من الشباب في قطاع غزة بتطوير سيارة سباق كاملة في خان يونس عام 2011.
أما في الشتات، فيلعب الفلسطينيون في الكثير من الأندية. من أهمها، نادي ديبورتيفو بالستينو (بالإسبانية: Club Deportivo Palestino) في تشيلي. وهو نادي كرة قدم احترافي مقره في سانتياغو، تشيلي. أُسس الفريق في 1920 من قبل مجموعة من المهاجرين الفلسطينيين، حيث يعكس اسم النادي أصل الجالية الفلسطينية بتشيلي. بعد حوالي 30 عام من تأسيسه دخل الفريق لكي ينافس في دوري الدرجة الثانية ليفوز بها ويضمن صعوده للدرجة الممتازة. وفي عام 1955 فاز النادي بأول بطولة وطنية بقيادة المدرب الأرجنتيني غييرمو كول. حالياً يلعب الفريق المباريات الداخلية على ملعب كيستيرنا البلدي الذي يتسع لجلوس 12,000 متفرج.

## الفلسطينيون في ترجمات عربية للتوراة
تستخدم معظم الترجمات العربية للتوراة كلمة «فلسطينيون» للإشارة إلى شعب سكن أرض كنعان. غير أن هذا الشعب هو ما يُعرف بشكل أدق باسم «فلستيون» الذي تزعم بعض المراجع أنه أتى من جزيرة كريت. وقد عمدت ترجمات عربية حديثة للتوراة (مثل الترجمة العربية المشتركة) إلى استخدام كلمة «فلسطيّون» (بحذف ياء ونون).